# Cro-Magnon
I Cro-Magnon o Primi esseri umani moderni europei (EEMH, da European early modern humans in inglese) sono un'antica forma di Homo sapiens, ascrivibile alle moderne popolazioni umane, che per prima si diffuse in Europa a partire dal paleolitico superiore.

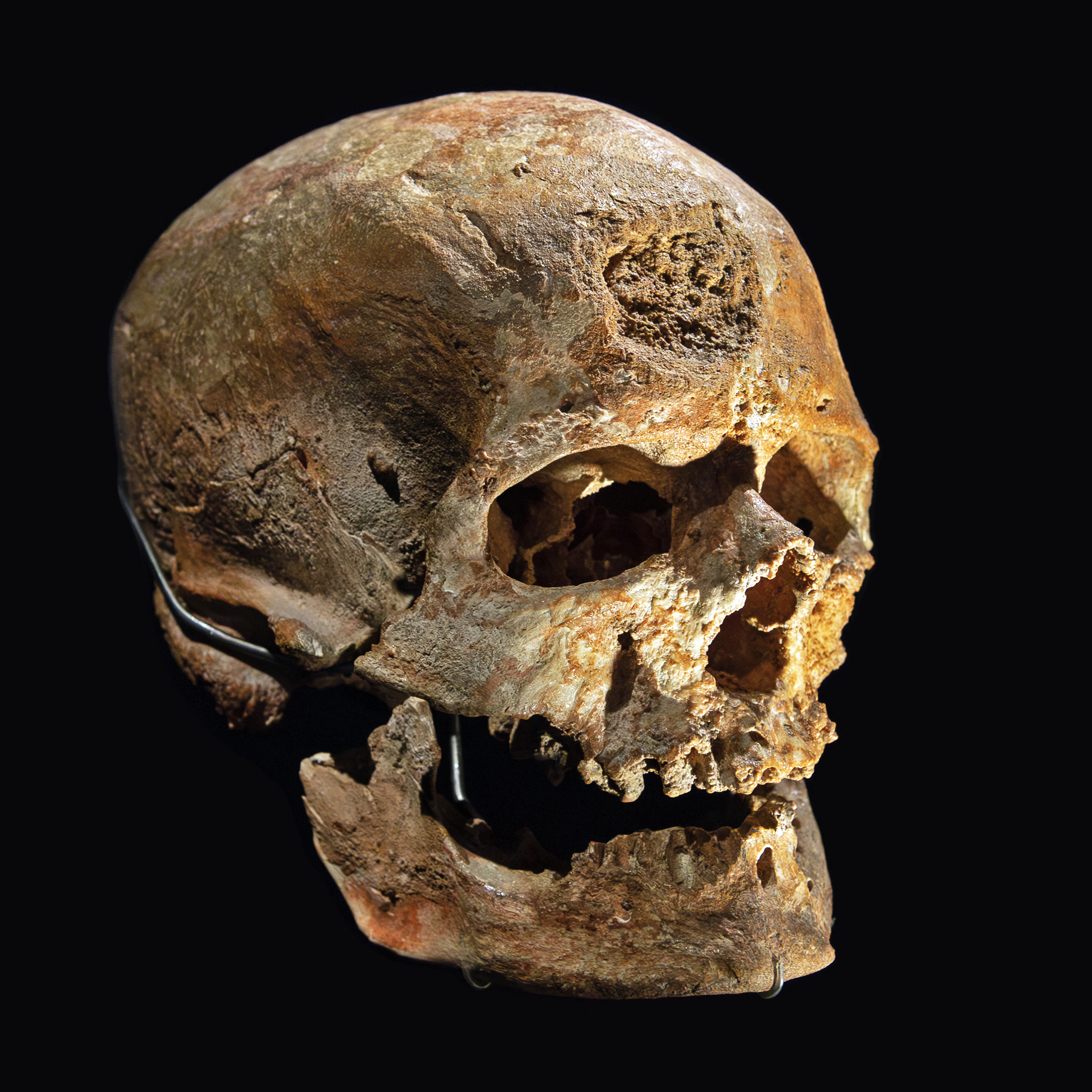
Cranio del fossile Cro-Magnon 1, esposto al Musée de l'Homme di Parigi.

Siti abitati durante l'aurignaziano

## Descrizione
I Cro-Magnon furono i primi uomini moderni a stabilirsi in Europa, migrando dall'Asia occidentale e occupando il continente ininterrottamente probabilmente a partire da 56 800 anni fa, interagendo, fino anche ad ibridarsi, con i Neanderthal, poi estintisi tra i 35 000 e i 40 000 anni fa. Per il popolamento del continente europeo si ipotizzano due grandi eventi migratori: una prima ondata migratoria di uomini moderni risalente al paleolitico superiore iniziale (IUP - Initial Upper Initial Upper Paleolithic in inglese), che non ha lasciato evidenze di un'eredità genetica nei moderni europei , ed una seconda ondata, a partire da 37 000 anni fa, che determinò l'emergere di un'unica popolazione fondatrice, da cui discesero tutti i successivi Cro-Magnon, e che contribuisce alla discendenza dei moderni europei.
I Cro-Magnon diedero origine a culture umane a partire dal paleolitico superiore, la prima delle quali fu l'aurignaziano, a cui seguì il gravettiano, attestato storicamente a partire da 30 000 anni fa. Il gravettiano si divise nell'epi-gravettiano a est, e nel solutreano a ovest, a causa del forte degrado climatico durante l'ultimo massimo glacial (LGM - Last Glacial Maximum in inglese), che raggiunse il picco 21 000 anni fa. Con il riscaldamento dell'Europa, 20 000 anni fa al solutreano seguì il magdaleniano, durante il quale gli EEMM ricolonizzarono l'Europa. Le culture del magdaleniano e l'epi-gravettiano lasciarono poi il posto alle culture mesolitiche, evento legato all'estinzione della selvaggina di grossa taglia e la conclusione dell'ultimo massimo glaciale.

## Cronologia

### Paleolitico superiore iniziale
Quando i primi esseri umani moderni (Homo sapiens) migrarono nel continente europeo, incontrarono ed ebbero relazioni con i Neanderthal, che abitavano l'Europa già da centinaia di migliaia di anni. Le prime evidenze archeologiche della presenza degli EEMH in Europa nel paleolitico superiore è rappresentata da una serie di denti umani associati ad utensili in pietra dell'industria neroniana, rinvenuti nella grotta Mandrin, nel sud est della Francia, datati tra 56 800 e 51 700 anni fa.
A 48 000 risale l'industria bohuniciana, comparsa in Europa centrale, ma probabilmente derivante dall'a cultura emirana levantina originaria del Vicino Oriente. Diversi i reperti risalenti a questo periodo, come quelli ritrovati nella grotta di Ilsenhöhle a Ranis, in Germania, datati a 47 500 anni fa, e quelli successivi, datati a circa 44 000 anni fa, in Bulgaria, Italia , e Gran Bretagna. Non è chiaro, se durante la migrazione verso ovest, le prime popolazioni abbiano seguito il corso del Danubio o le coste mediterranee.
Si ipotizza che queste genti, più strettamente correlate alle popolazioni eurasiatiche orientali antiche e moderne, si espansero da un centro di popolamento sull'altopiano persiano tra 48 000 e 46 000 anni fa, come attestato dalla diffusione delle culture materiali che si registrarono nel paleolitico superiore iniziale (IUP). In Europa le culture dell'IUP furono in gran parte assorbite dalle successive popolazioni eurasiatiche occidentali in espansione circa 38 000 anni fa, portatrici di nuove cultura materiali, che alla fine diedero origine alla cultura materiale aurignaziana. A partire da circa 38 000 anni fa, la cultura proto-aurignaziana, la prima cultura paleolitica superiore europea ampiamente riconosciuta, si diffuse in tutta Europa.

### Aurignaziano
L'industria aurignaziana prese piede forse nell'Europa centro-meridionale poco dopo 40 000 anni fa, con l'inizio dell'evento Heinrich 4, un'anomalia climicatica che ha causato rilevanti ondante di freddo, e l'eruzione dell'ignimbrite campana, verificatasi probabilmente ai Campi Flegrei vicino a Napoli, che ricoprì l'Europa di cenere raffrendando sensibilmente il clima.
La cultura aurignaziana sostituì rapidamente le altre in tutto il continente. Questa ondata di esseri umani moderni sostituì i Neanderthal e la loro cultura musteriana, così come le culture affiliate all'IUP come la cultura di Châtelperron in Francia. Nella valle del Danubio, almeno fino a 35 000 anni fa, i siti aurignaziani, rispetto ai periodi successivi, sono pochi e distanti tra loro. Dopodiché l'Aurignaziano tipico diventa prevalente, estendosi fino a 29 000 anni BP.

### Gravettiano
Gradualmente sostituito dalla cultura Gravettiana, la fine dell'Aurignaziano è ancora poco nota; non è inoltre chiaro da dove abbia avuto origine il Gravettiano, e poiché diverge fortemente dall'Aurignaziano, potrebbe non derivare da questo. Ciononostante, gli studi genetici indicano che non tutte le linee di sangue aurignaziane si estinsero.
Le ipotesi sulla genesi del Gravettiano includono l'evoluzione, per cui deriverebbe dalla cultura della Slesia, la cui presenza in Europa centrale è attestata tra 37 000 e 41 000 anni fa; potrebbe anche derivare dalla cultura Ahmariana o da altre del Vicino Oriente, o del Caucaso che esistevano da oltre 40 000 anni. Si discute anche su dove si attesti la prima testimonianza di questa cultura, con una prima ipotesi che si riferisce alla Germania circa 37 500 anni fa, e una seconda che riporta al riparo roccioso di Buran-Kaya in Crimea circa 36 000-38 000 anni fa. In entrambi i casi, la comparsa del Gravettiano coincide con un calo significativo delle temperature.
Una ricerca del 2023 sposa la tesi secondo la quale il gravettiano è un fenomeno essenzialmente culturale, poiché i dati genetici non evidenziano alcuna ascendenza tra le popolazione del gravettiano e quelle del precedente periodo del aurignazianao. I popoli del gravettiano presentavano, tuttavia, delle tendenze generali diffuse, come l'uso di armi e alcune forme d'arte omogenee, in base alle quali si ipotizza che, quale che sia il luogo d'origine, circa 37 000 anni fa, esisteva la popolazione da cui sarebbero derivati tutti i successivi gli europei moderni, che sarebbe rimasta in isolamento genetico dal resto del mondo per i successivi 23 000 anni.

### Ultimo massimo glaciale
Circa 25 000 anni fa il raffreddamento climatico si intensificò, raggiungendo il picco circa 19 000 anni fa, durante l'ultimo massimo glaciale (LGM - Last Glacial Maximum), quando la Scandinavia, la regione baltica e le isole Britanniche erano ricoperte di ghiacciai, e il ghiaccio marino invernale raggiunse la costa francese. Anche le Alpi erano ricoperte di ghiacciai e gran parte dell'Europa era un deserto polare, con steppe alberate che dominavano la costa mediterranea. Stime sulla popolazione, sostengono che questa subì una drastica riduzione, passando da 330 000 persone del periodo precedente, a 130 000 al picco dell'LGM; di fatto la popolazione si ridusse di 2/3.
Durante questo periodo le popolazioni degli EEMH sopravvissero in quelli che sono definiti come rifugi glaciali, ovvero aree dove le condizioni climatiche ne permettevano il sostentamento. Tra queste in Europa occidentale si hanno evidenze di un rifugio in un'area compresa tra la Francia centro-meridionale e il nord della Spagna, da dove queste popolazioni ripopolarono l'occidente europeo al termine dell'LGM.
Di conseguenza, vaste aree d'Europa divennero inabitabili e due culture distinte emersero con tecnologie uniche, per adattarsi al nuovo ambiente: il Solutreano nell'Europa sud-occidentale, e l'Epigravettiano dall'Italia alla pianura dell'Europa orientale. I popoli solutreani abitavano la zona del permafrost, mentre i popoli epigravettiani sembrano essersi concentrati in aree meno ostili, stagionalmente ghiacciate. Sono relativamente pochi i siti archeologici risalenti a questo periodo.
I ghiacciai iniziarono a ritirarsi circa 20 000 anni fa e il Solutreano si evolse nel Magdaleniano, che avrebbe ricolonizzato l'Europa occidentale e centrale nel corso delle successive duemila anni. A partire dal Dryas arcaico, circa 14 000 anni fa, compaiono le tradizioni del Magdaleniano finale, ovvero l'Aziliano, la cultura di Amburgo e la cultura di Creswell. Tra i 14 690 e i 12 890 anni, i geni del Vicino Oriente iniziarono a comparire tra le popolazioni europee indigeni, segno della fine dell'isolamento genetico del continente. Probabilmente a causa della continua riduzione della selvaggina di grossa taglia europea, il Magdaleniano e l'Epigravettiano furono completamente sostituiti dal Mesolitico all'inizio dell'Olocene.

### Mesolitico
L'Europa fu completamente ripopolata durante l'olocene, da 5 000 a 9 000 anni fa. I cacciatori-raccoglitori occidentali (WHG) contribuirono in modo significativo al genoma europeo attuale, insieme agli antichi eurasiatici settentrionali (ANE) che discendevano dalla cultura siberiana di Mal'ta-Buret' e ai cacciatori-raccoglitori del Caucaso (CHG). La maggior parte degli europei odierni ha un rapporto WHG del 40-60% e l'uomo di Loschbour di 8 000 anni fa sembra aver avuto un corredo genetico simile.
Gli agricoltori neolitici del Vicino Oriente, che si separarono dai cacciatori-raccoglitori europei circa 40 000 anni fa, iniziarono a diffondersi in Europa 8 000 anni fa, inaugurando il Neolitico con i primi agricoltori europei (EEF). Gli EEF contribuiscono per circa il 30% all'ascendenza delle attuali popolazioni baltiche e fino al 90% alle attuali popolazioni mediterranee. Queste ultime potrebbero aver ereditato l'ascendenza dei WHG tramite introgressione degli EEF.
Anche la popolazione dei cacciatori-raccoglitori orientali (EHG), identificata intorno alle steppe degli Urali, si è dispersa, e i cacciatori-raccoglitori scandinavi sembrano essere un mix di WHG ed EHG. Circa 4 500 anni fa, l'immigrazione delle culture Jamna e quella della ceramica cordata dalle steppe orientali portò l'età del bronzo, la lingua protoindoeuropea, e più o meno l'attuale composizione genetica degli europei.

## Demografia
Si ritiene che l'inizio del paleolitico superiore sia stato caratterizzato da un importante incremento demografico in Europa, con la popolazione umana dell'Europa occidentale che si pensa sia aumentata di un fattore 10 durante la transizione Neanderthal/uomo moderno. I dati archeologici indicano che la stragrande maggioranza degli uomini del Paleolitico (sia Neanderthal che uomini moderni) moriva prima di raggiungere i 40 anni. È possibile che il boom demografico sia stato causato da un significativo aumento dei tassi di fertilità.
Dopo l'ultimo massimo glaciale, si ritiene che i Cro-Magnon fossero molto meno mobili e presentassero una densità di popolazione più elevata, come indicato da rotte commerciali apparentemente più brevi e da sintomi di stress alimentare.

## Biologia

### Caratteri fisici
I Cro-Magnon sono fisicamente simili agli esseri umani odierni, con una scatola cranica globosa, un viso completamente piatto, un'arcata sopraccigliare gracile e un mento definito. Tuttavia, le ossa dei Cro-Magnon sono leggermente più spesse e robuste. I primi Cro-Magnon mostrano spesso caratteristiche che ricordano quelle osservate nei Neanderthal.
Gli Aurignaziani, in particolare, presentavano una percentuale maggiore di tratti che ricordavano in qualche modo i Neanderthal, come (anche se non limitati a) una calotta cranica leggermente appiattita e il conseguente chignon occipitale che sporgeva dalla parte posteriore del cranio. La frequenza di queste caratteristiche diminuisce significativamente tra i Gravettiani tanto che il paleoantropologo Erik Trinkaus ha ipotizzato che si trattava di resti dell'introgressione neanderthaliana che però si persero nel corso del tempo.
Per 28 esemplari di esseri umani moderni risalenti al periodo compreso tra 190 000 e 25 000 anni fa, il volume cerebrale medio è stato stimato in circa 1 478 cc, e per 13 Cro-Magnon in circa 1 514 cc; in confronto, gli odierni esseri umani hanno una media di 1 350 cc, che è un dato notevolmente inferiore. Questo perché il cervello dei Cro-Magnon, pur rimanendo all'interno delle variazioni osservate negli esseri umani odierni, presenta una maggiore lunghezza media del lobo frontale e una maggiore altezza del lobo occipitale, sebbene i loro lobi parietali sono più corti che negli uomini attuali. Non è chiaro se ciò possa corrispondere a differenze funzionali tra gli esseri umani odierni e quelli dei EEHM.
Si stima che 20 uomini e 10 donne vissuti nel paleolitico superiore in Europa occidentale prima dell'ultimo massimo glaciale avessero un'altezza media rispettivamente di 176,2 cm e 162,9 cm, un dato simile a quella degli europei settentrionali moderni post-industriali. Al contrario, in un campione di 21 e 15 uomini e donne vissuti dopo l'ultimo massimo glaciale, le altezze medie erano rispettivamente di 165,6 cm e 153,5 cm, un dato simile a quello degli esseri umani moderni pre-industriali. Non è chiaro perché i primi Cro-Magnon fossero più alti, soprattutto considerando che, secondo la regola di Allen, le creature dei climi freddi hanno arti corti e quindi una bassa statura per trattenere meglio il calore corporeo. Questo dato è stato variamente spiegato come mantenimento di una condizione ancestrale ipoteticamente alta, di una dieta e nutrizione di qualità superiore dovute alla caccia di megafauna che in seguito divenne rara o estinta, di un adattamento funzionale per aumentare la lunghezza del passo e l'efficienza del movimento durante la corsa durante una battuta di caccia, di un aumento del territorialismo tra i successivi Cro-Magnon che ridusse il flusso genico tra le comunità e aumenta il tasso di consanguineità, o più semplicemente di una distorsione statistica dovuta alle piccole dimensioni del campione.
Prima dell'analisi genetica, si presumeva generalmente che i Cro-Magnon, come gli europei odierni, avessero la pelle chiara come adattamento per produrre meglio la vitamina D dal sole, che diminuisce di luminosità in direzione del polo nord. La validità di questa teoria è stata fortemente messa in dubbio con lo sviluppo delle analisi genetiche.

### Genetica
Secondo il modello paleoantropologico più ampiamente accettato, che ipotizza l'origine africana dell'Homo sapiens, a parte possibili e sporadiche presenze dell'uomo moderno fuori dall'Africa già a partire da 200 000 anni fa, le attuali popolazioni non africane discenderebbero da un movimento migratorio partito dall'Africa tra 65 000 e 55 000 anni fa verso il continente Euroasiatico, come diretta conseguenza della rapida espansione all'interno dell'Africa orientale delle popolazioni associate all'aplogruppo L3 del DNA mitocondriale.
Dopo essere usciti dall'Africa, gli esseri umani moderni si diffusero inizialmente in Asia seguendo due rotte principali; una meridionale rappresentata dall'aplogruppo M e dai cladi correlati, presenti prevalentemente in India e nell'Asia orientale, ed una settentrionale che diede origine a una radiazione posteriore che, attraverso l'Asia centrale, raggiunse nuovamente l'Asia settentrionale e orientale, portando con sé, tra gli altri, i lignaggi principali A e B. Espansioni successive possono essere rilevate dalla presenza di sottocladi dell'aplogruppo U in India e in Europa.
Secondo recenti teorie elaborate a partire dal 2022, relative al popolamento del continente europeo da parte dell'uomo moderno, questo avrebbe avuto origine da una regione dell'Asia centrale, probabilmente l'altopiano iranico, che avrebbe funzionato come un centro di propagazione (population Hub Out of Africa in inglese), attraverso due successive ondate migratorie.
Una prima ondata migratoria, risalente intorno a 45 000 anni fa, popolò l'Eurasia occidentale e orientale. In Europa, questa flusso migratorio per la gran parte si estinse, senza lasciare tracce genetiche nei moderni europei, come si dimostra dai rinventimenti fossili di Ust'-Ishim, Bacho Kiro e Tianyuan, che ne sono rappresentanti non mescolati, ovvero non conservano tracce genetiche di altre popolazioni vissute successivamente.
Una seconda espansione interessò l'Europa intorno a 38 000 anni. Questo flusso migratorio è stato principalmente identificato sulla base degli studi sull'individuo Kostënki-14, vissuto circa 37 000 anni fa, che hanno identificato una linea genetica principale, correlata a tutti i Cro-Magnon successivi. Questa linea, ma in generale tutti gli esemplari di Cro-Magnon al momento analizzati, hanno contribuito al genoma europeo attuale, dando inoltre evidenza di essere più strettamente imparentati con gli europei odierni che con gli asiatici orientali. Questo a portato ad ipotizzare che a partire da circa 37 000 anni fa, i Cro-Magnon discendevano da un'unica popolazione fondatrice ed erano riproduttivamente isolati dal resto del mondo.
Inoltre, il patriomonio genetico che precedentemente era stato definito dagli studi genetici come "eurasiatico basale" o derivante dall'introgressione Mal'ta-Buret', quindi risalente al paleolitico superiore, deriva invece principalmente dall'introgressione dal Vicino Oriente e dalla Siberia, verificatasi in modo prevalente nel neolitico e nell'età del bronzo.
Il passaggio dal mesolitico al neolitico, tradizionalmente collegato all'adozione delle tecniche agricole da parte delle popolazioni europee, trova riscontro anche nelle mutazioni genetiche, a conferma che l'elemento culturale era associato a migrazioni di popolazioni di agricoltori che si mescolarono con i cacciatori-raccoglitori europei; questo passaggio avvenne con tempi e modalità diverse nelle verie regioni europee. Il passaggio al neolitico, per esempio, fu più lento in Europa centrale e in Francia, mentre lungo le coste del Mediterraneo no fu lenta, direzionale e graduale (Wave of Advance in inglese) ma seguì un modello di diffusione casuale, confermando l'ipotesi che qui si propagò lungo rotte marittime.
I primi esseri umani moderni si ibridarono con i Neanderthal; si stima che le due specie siano entrate in contatto tra 47 000 e 65 000anni fa, molto probabilmente in Asia occidentale, dopo che le stirpi asiatiche si erano irradiate verso occidente e il settentrione. Nel 2015, si è scoperto che l'uomo moderno Oase 1, risalente a 40 000 anni fa, aveva il 6-9% (stima puntuale del 7,3%) di DNA neanderthaliano, significativamente più alta di qualsiasi umano odierno, derivata almeno in parte da incroci risalenti tra le quattro o sei generazioni antecedenti.
La discendenza patrilineare (di padre in figlio) dei Cro-Magnon, identificata grazie agli aplogruppi Y-DNA patrilineari, ha trovato che l'aplogruppo C1 è tra i più antichi in Europa, e che l'aplogruppo I, emerso circa 30 000-35 000 anni fa, è comune tra gli europei, mentre considerando la discendenza matrilineare (di madre in figlio), tracciata tramite gli aplogruppi del mt-DNA, si è trovato che la gran parte degli europei discendono dagli aplogruppi mitocontriali N, R e U. Da quest'ultimo sono derivati gli aplogruppi U2, U5 e U8, particolarmente presenti nel continente europeo.

## Cultura

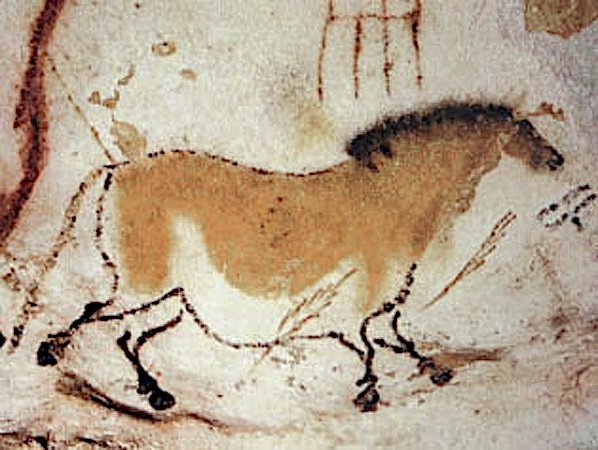
Pitture rupestri delle grotte di Lascaux (Francia) datate approssimativamente anni fa (Paleolitico superiore)

### Vita quotidiana

#### Abitazioni
I siti rupestri dei Cro-Magnon internamente spesso presentano un'organizzazione spaziale distinta, con alcune aree destinate ad attività specifiche, come focolari, cucine, macellerie, dormitori e deposito di rifiuti; resta difficile da stabilire se tutto il materiale presente in situ, sia stato depositato più o meno nello stesso periodo, o se il sito sia stato utilizzato più volte nel corso del tempo. Un caso particolare è rappresentato dal Riparto Bombrini, ai Balzi Rossi in Liguria, dove uno studio del 2024 ha analizzato i modelli organizzativi adottati dagli EEHM, determinando che il sito, frequentato stabilmente per migliaia d'anni, era organizzato in modo da separare i locali a più alta attività, da quelli a più bassa attività. Peraltro è lo stesso modello organizzativo, adottato nello stesso sito dai Neanderthal, durante la loro precedente occupazione.
Lo stile di vita dei Cro-Magnon, cacciatori-raccoglitori che si spostavano spesso anche in relazione ai cicli migratori degli animali cacciati, probabilmente comportava la costruzione di rifugi temporanei in ambienti aperti, come le capanne, tipicamente associata a un focolare.
Si ritiene che questo comportamento fosse generalizzato soprattutto nel periodo magdaleniano, durante il ripopolamento dell'Europa; infatti diversi siti rupestri e all'aperto, indicano che erano abbandonati e riutilizzati regolarmente. Il sito di Peyre Blanque, in Francia, risalente a 19 000 anni fa, e almeno un'estesa circostante, potrebbero essere stati riutilizzati per migliaia di anni. Aree rettangolari rivestite di pietra, tipicamente di 6–15 metri quadrati, rilsalenti a questo periodo, sono interpretate come le fondamenta o il pavimento di capanne. A Pincevent, in Francia, si ipotizzava l'esistenza di piccole abitazioni circolari in base alla spaziatura tra strumenti di pietra e ossa; queste a volte presentavano un focolare interno, un'area di lavoro o uno spazio per dormire. Una lastra di 13.800 anni fa nel sito di Molí del Salt, in Spagna, presenta incise 7 figure a forma di cupola, che si suppone rappresentino capanne temporanee a forma di cupola.
Sono state identificate oltre 70 abitazioni costruite dai Cro-Magnon con ossa di mammut, principalmente nella pianura russa-ucraina, probabilmente accampamenti di caccia semipermanenti, nella forma di tipì e jaranga. La capanna più antica identificata proviene dal sito di Molodova I, in Ucraina, che è stata datata a 44 000 anni fa. In genere queste capanne misuravano 5 metri di diametro se circolari, o 4×6 metri se di forma ovale; una delle capanne più grandi ha un diametro di 12,5 metri. Una capanna di 25 000 anni fa identificata a Kostënki–Borščëvo, è stata costruita con 64 teschi di mammut, ma date le scarse evidenze archeologiche, si ipotizza che fosse utilizzata per la conservazione del cibo piuttosto che come spazio abitativo. Alcune capanne presentano ossa bruciate, il che è stato interpretato come se le ossa fossero utilizzate come combustibile per i focolari a causa della scarsità di legna da ardere e\o per smaltire dei rifiuti; alcune capanne, tuttavia, presentano tracce di combustione di legna o di combustione mista di legno e ossa.
Le fondamenta delle capanne di mammut generalmente venivano realizzate conficcando nel terreno una grande quantità di teschi di mammut, il più delle volte con le zanne rivolte verso l'alto, probabilmente utilizzate come ulteriori supporti, e le pareti inserendo nel terreno verticalmente scapole, bacino, ossa lunghe, mascelle e colonna vertebrale. Le ossa lunghe venivano spesso usate come pali, posizionate all'estremità di un altro osso lungo o nella cavità dove un tempo si trovava la zanna. Le fondamenta potevano estendersi fino a 40 cm sottoterra. Le zanne potevano essere usate per creare ingressi, le pelli tirate fuori per i tetti, e l'interno sigillato con löss scavato nelle fosse. Alcune strutture sembrano aver avuto unicamente una funzione estetica, come si può vedere nelle 4 capanne epi-gravettiane di Mežyrič e Mezine in Ucraina, dove le mascelle erano impilate per creare un motivo a chevron, un simbolo comunemente usato nella pianura russa, o a zigzag. Generalmente, più capanne venivano costruite in una località, posizionate a una distanza tra 1 e 20 m l'una dall'altra a seconda della posizione.

#### Caccia
Si ritiene che i Cro-Magnon studiassero attentamente le abitudini delle prede,per comprendere il ritmo delle loro migrazioni stagionali. Ad esempio nella Francia sud-occidentale i Cro-Magnon dipendevano fortemente dalle renne, e quindi si ipotizza che queste comunità seguissero le mandrie, occupando ciclicamente diverse località in funzione delle strategie di caccia.
Esistono numerose prove che i Cro-Magnon, soprattutto nell'Europa occidentale dopo l'ultimo massimo glaciale, radunassero le grandi prede in spazi naturali ristretti, come contro una parete rocciosa, un vicolo cieco o un corso d'acqua, per uccidere in modo efficiente intere mandrie di animali. Sembra che questi battute di caccia fossero programmate in relazione alle grandi migrazioni dei grandi animali, come cervi rossi, cavalli, renne, bisonti, uri e stambecchi.
Nelle steppe dell'Europa orientale e dell'Ucraina, i sedimenti ossei indicano che gli uomini preistorici praticavano la caccia di massa, e i particolare nell'epigravettiano, quella dei bisonti e poi, quando questi diminuirono fortemente di numero, dei cavalli. Nel mesolitico si registra una maggior varietà nella prede da cacciare, con l'inclusione di mammifferi che vivevano nelle foreste, come cervi, caprioli e cinghiali. Aumentò anche il consumo di animali che vivevano nei fiumi, come pesci e molluschi.

#### Cibo
La dieta dei Cro-Magno era principalmente carnivora. Tuttavia esistono diversi siti rupestri europei del Mediterraneo risalenti quasi alla fine del Paleolitico, che suggeriscono che gli abitanti raccogliessero ghiande, mandorle, lentischi, biancospino, pero selvatico, prugnolo, rosa canina, sorbo e uva. Diversi siti tedeschi recano prove del consumo di ciliegie selvatiche, more, more selvatiche e lamponi. I reperti archeobotanici paleolitici diventano più rari più a nord, ma ila trapa e i tuberi di ninfea sono consumati almeno nel Mesolitico dell'Europa settentrionale. Non è però chiaro in che misura elaborassero o pretrattassero piante altrimenti non commestibili che richiedono molteplici passaggi, come una combinazione di fermentazione, macinazione o bollitura.
Se nei primi studi specifici si pensava che la dieta dei Cro-Magnon fosse stata fortemente condizionata dai cambiamenti climatici, studi successivi non sono riusciti a dimostrare questa correlazione, pur in presenza di prove che nel passaggio dal paleolitico superiore fino al gravettiano, la dieta sia diventata sempre più varia, includendo cibi sempre più abrasivi.
I Cro-Magnon possedevano una grande capacità di adattare la propria dieta alle risorse disponibli nelle terre che abitavano; nella grotta di grotta di Latnija sull'isola di Malta, insieme ai focolari, sono stati ritrovati resti di quanto veniva mangiato dagli uomini che 8 000 anni fa la abitavano: tra gli altri, cervi rossi, tartarughe, uccelli, foche, pesci, granchi e ricci di mare.

#### Commercio
Si hanno evidenze dell'esistenza di ampie rotte commerciali, che permettevano alle comunità preistoriche di interagire anche a distanze considerevoli; non era raro che i gruppi gravettiani, ad esempio, si rifornissero di materie prime a oltre 200 chilometri dai propri insediamenti, come testimoniato in Italia, Moravia e Ucraina.
Nella grotta di Lascaux, un dipinto raffigurante un toro conteneva tracce di hausmannite, un minerale di manganese che si poteva trovare solo a 250 chilometri di distanza nei Pirenei. In un sito rumeno di 30 000 anni fa, Poiana Cireşului, sono state trovate conchiglie perforate della lumaca di mare Homalopoma sanguineum, che vivono nel Mediterraneo, a circa 900 chilometri di distanza.
Questa interconnessione probabilmente era un elemento cruciale per la sopravvivenza in un clima che andava deteriorandosi. Dato l'ambiente sfidante e la bassa densità di popolazione dell'epoca, l'esistenza di queste reti di scambio fa pensare a un sistema di organizzazione sociale transcontinentale piuttosto complesso. Circa 14 000-12 000 anni fa, la distribuzione di gioielli fatti con conchiglie marine del Mediterraneo e dell'Atlantico, trovati anche nell'entroterra, indica la presenza di una vera e propria rete commerciale lungo i fiumi Reno e Rodano, che attraversava Francia, Germania e Svizzera.
I commerci, probabilmente venutisi a creare per esigenze materiali, hanno poi favorito una notevole diffusione culturale, come dimostra il fatto che le famose statuette di Venere o specifici rituali funerari si siano propagati anche per ben 2 000 chilometri attraverso il continente europeo.
Nel periodo successivo all'ultimo massimo glaciale, si osserva un cambiamento,a causa all'aumento della densità di popolazione che comportò, in una qual certa misura, la diminuzione delle terre abitabili. Questi fenomeno portarono allo sviluppo di economie regionali, dove gli scambi a lunga distanza divennero probabilmente meno frequenti, dato che i viaggi su lunghe distanze diventavano meno vantaggiosi con l'aumento della densità di popolazione. Questa tendenza continuò poi nel mesolitico, con l'adozione di uno stile di vita più sedentario.

### Conoscenze

#### Armi
I Cro-Magnon forgiavano punte di lancia utilizzando prevalentemente osso e corno, probabilmente perché questi materiali erano facilmente reperibili, ma anche perché, rispetto alla pietra, questi materiali sono compressivi, ossia possono esssere ridotti di volume sotto l'effetto di una forza, il che li rende abbastanza resistenti alla rottura. Le punte poi venivano poi incastrate su un'asta per essere utilizzate come giavellotti. Gli artigiani aurignaziani producevano punte di lancia a forma di losanga, simili a diamanti, ma circa 30 000 anni fa, le punte di lancia assunsero una base più arrotondata, e poco dopo furono introdotte le punte a forma di fuso.
Durante il Gravettiano si producevano punte di lancia con base smussata. All'inizio dell'ultimo massimo glaciale in Europa fu inventato il propulsore, che può aumentare la forza e la precisione del proiettile. Quello che si crede fosse un boomerang, risalente a 23 000 anni fa e fatto di zanna di mammut, è stato ritrovato in Polonia; se confermato, sarebbe il boomerang più antico conosciuto.
Le punte di lancia in pietra con punte a foglia e a spalla diventano più diffuse nel Solutreano. Sia punte di lancia grandi che piccole venivano prodotte in grande quantità, e quelle più piccole potrebbero essere state fissate a dardi da lancio. L'arcieria fu probabilmente inventata nel Solutreano. La tecnologia ossea fu rivitalizzata nel Magdalaniano, quando la tecnologia a lunga gittata e gli arpioni divennero molto più diffusi.

#### Astronomia
È stato ipotizzato che alcuni simboli risalenti a circa 15 000 anni fa rappresentati nelle grotte di Lascaux in Francia, inserite nell'elenco del Patrimonio dell'umanità dell'UNESCO, compongano un calendario lunare; se confermato, si tratterebbe del più antico calendario rinvenuto, e una prova che i Cro-Magnon fossero consapevoli dei ritmi della natura .

#### Domesticazione
A un certo punto, i Cro-Magnon addomesticarono il cane, probabilmente a seguito di un rapporto simbiotico di caccia. Le prove del DNA suggeriscono che i cani odierni si siano separati dai lupi all'inizio dell'ultimo massimo glaciale. Tuttavia, sono stati rinvenuti potenziali cani paleolitici anteriori a questo periodo, in particolare il cane di Goyet in Belgio, risalente a 36 000 anni fa, e il cane dell'Altaj in Siberia, risalente a 33 000 anni fa, in Siberia, il che potrebbe indicare diversi tentativi di addomesticare i lupi.
Nel sito di Předmostí, nella Repubblica Ceca, risalente a 24 000-27 000 anni fa, sono stati identificati 3 "cani" con il cranio perforato, probabilmente per estrarre il cervello, e uno con un osso di mammut in bocca; gli scopritori hanno interpretato questo come un rituale di sepoltura, ipotesi compatibile solo con una cane domesticato. Il cane di Bonn-Oberkassel in Germania, risalente a 14.500 anni fa e geneticamente considerato un antenato dei cani odierni, è stato trovato sepolto accanto a un uomo di 40 anni e a una donna di 25 anni, insieme a tracce di ematite rossa. Gli è stato diagnosticato il virus del cimurro ed è probabilmente morto tra le 19 e le 23 settimane di età, il che significa che per sopravvivere avrebbe richiesto ampie cure da parte umana senza aver avuto ancora alcuna utilità per gli uomini; tutto quanto suggerisce che, a quel punto, umani e cani fossero legati da legami emotivi o simbolici, piuttosto che da considerazioni puramente materiali.

#### Navigazione
Nella grotta di grotta di Latnija sull'isola di Malta, sono state ritrovate testimonianze, come strumenti litici, focolari e resti di cibo, che risalgono a circa 8 000 anni fa, che attestano quindi la capacità di navigare nel Mediterraneo dei cacciatori-reccoglitori che, con ogni proabilità, vi arrivarono partendo dalla Sicilia.

### Arti
Esaminando la documentazione archeologica, le raffigurazioni femminili sono notevolmente più comuni di quelle maschili. A differenza delle comuni Veneri del gravettiano, le raffigurazioni maschili del gravettiano sono rare e controverse, e l'unica attendibile è una statuetta frammentata in avorio proveniente dalla tomba di un sito pavloviano a Brno, nella Repubblica Ceca. Le incisioni magdaleniane bidimensionali risalenti a 11 000-15 000 anni fa raffigurano uomini, rappresentati da un pene eretto e da peli sul viso, sebbene i profili di donne con glutei esagerati siano molto più comuni.
Ci sono meno di 100 raffigurazioni maschili nella documentazione archeologica dei Cro-Magnon, di queste, circa un terzo è raffigurato con erezioni. D'altra parte, la maggior parte degli individui che ricevettero una sepoltura, che potrebbe essere stata correlata allo status sociale, erano uomini
Anatomicamente, la robustezza degli arti, un indicatore della forza, tra uomini e donne Cro-Magnon non presentava costantemente differenze apprezzabili tra loro. Livelli così bassi di dimorfismo sessuale durante il pleistocene superiore potrebbero potenzialmente significare che la divisione sessuale del lavoro, che caratterizza le società storiche, sia diventata comune solo nell'olocene.

#### Arte rupestre

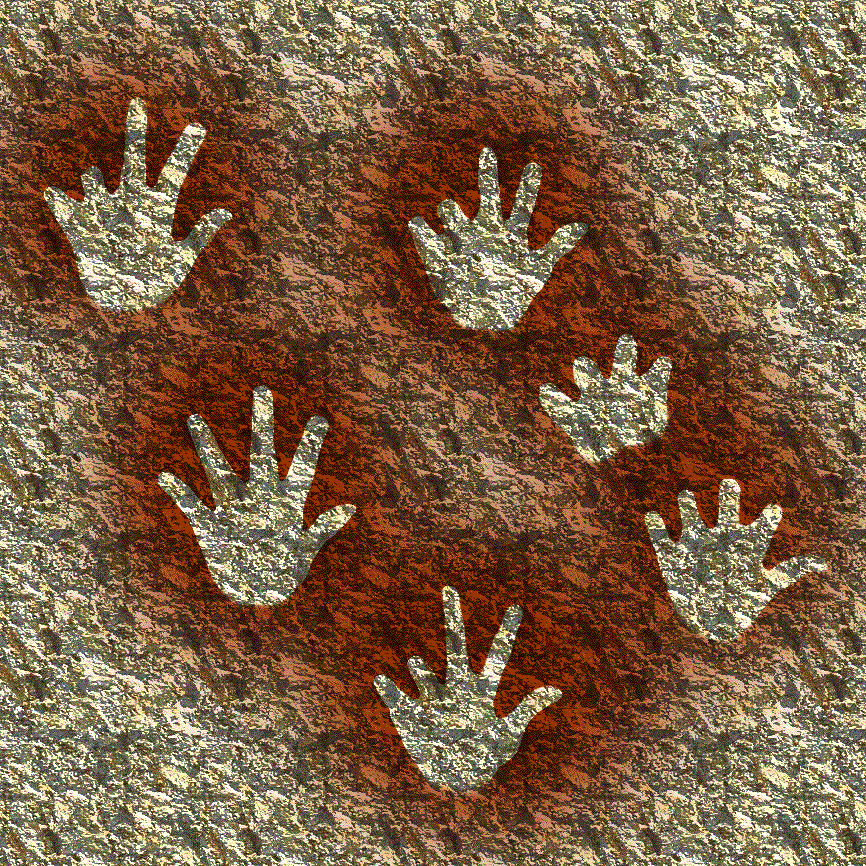
Dalle grotte di Gargas, nei Pirenei in Francia

I Cro-Magnon sono conosciuti per aver dipinto o inciso disegni geometrici, piante, animali e creature ibride sulle pareti delle grotte più profonde; in genere, all'interno di una grotta, sono rappresentate insieme diverse specie animali, come mammut, bisonti, leoni, orsi e stambecchi. Ciononostante, alcune grotte erano dominate da determinate specie animali, come nelle grotte de Niaux, dove oltre la metà degli animali sono bisonti. Le immagini potevano essere disegnate l'una sopra l'altra, e i paesaggi non venivano raffigurati, ad eccezione di una presunta raffigurazione di un'eruzione vulcanica a Chauvet-Pont d'Arc, in Francia, risalente a 36 000 anni fa.
L'arte rupestre generalmente si trova in recessi bui delle grotte, per cui gli uomini accendevano un fuoco sul pavimento della grotta o usavano lampade di pietra portatili per vedere; i materiali da disegno includevano carboncino nero e pastelli ocra rossi e gialli. Grandi rocce piatte potevano essere usate come tavolozze, e i pennelli potrebbero aver incluso canne, setole e ramoscelli, e forse una cerbottana veniva usata per spruzzare la vernice sulle aree meno accessibili.

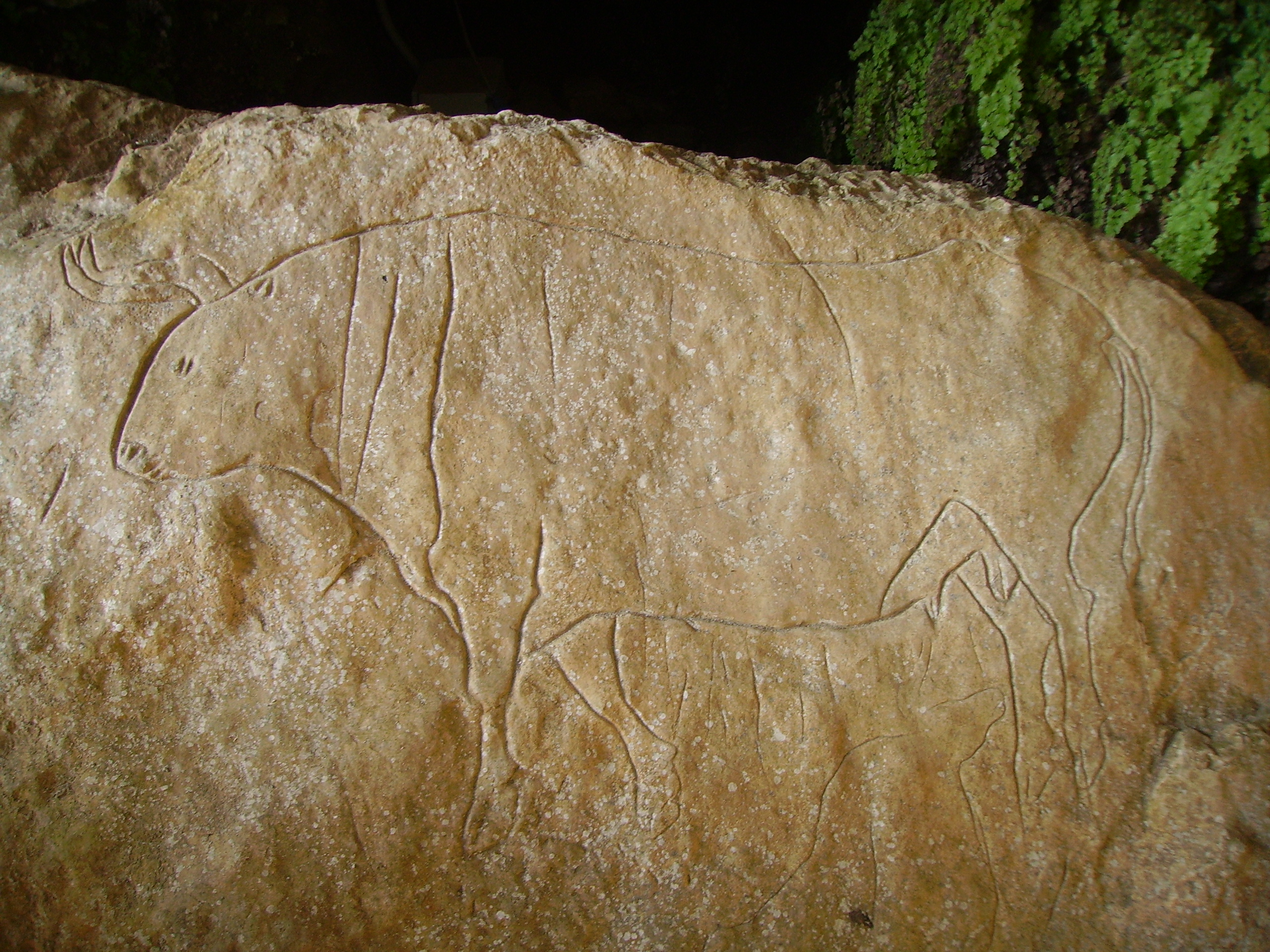
Graffito di un Bos Primigenius nella Grotta del Romito in Calabria; epigravettiano.

I contorni delle mani potevano essere realizzati tenendo la mano contro il muro e sputandoci sopra la vernice lasciando un'immagine negativa, oppure applicando la vernice sulla mano e poi attaccandola al muro. Ad alcune forme delle mani mancano le dita, ma non è chiaro se all'artista mancasse effettivamente il dito o lo avesse semplicemente escluso dal disegno. Si è generalmente ipotizzato che le impronte più grandi fossero lasciate dagli uomini e quelle più piccole dai ragazzi, ma l'esclusione totale delle donne sembra improbabile.

#### Body art
I Cro-Magnon generalmente utilizzavano l'ocra per scopi simbolici, in particolare per la pittura per il corpo. Non è chiaro perché scegliessero specificamente l'ocra invece di altri colori; in termini di psicologia del colore, le ipotesi più diffuse includono che servisse a segnalare lo status e l'identità all'interno del gruppo, che venisse associato al sangue, e quindi alla vita e alla fertilità, o che invece fosse associato alla dominanza, potere, forza e fiducia in sé stessi. È anche possibile che l'ocra sia stata scelta per la sua utilità, come ingrediente per incollare, come agente conciante per le pelli, repellente per insetti, proprietà medicinali.
Sembra che i Cro-Magnon utilizzassero strumenti di macinazione e frantumazione per lavorare l'ocra prima di applicarla sulla pelle. Nel 1962, gli archeologi francesi Saint-Just e Marthe Péquart identificarono aghi a due punte nelle grotte pirenaiche di du Mas-d'Azil in Francia, che ipotizzarono potessero essere stati utilizzati per i tatuaggi.

#### Oggetti d'arte

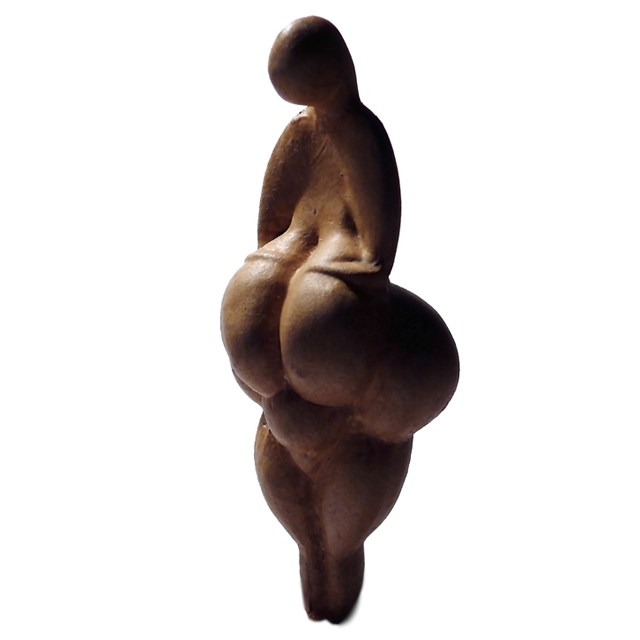
Venere di Lespugue, Francia.

Le statuette delle Veneri sono comunemente associate ai Cro-Magnon, e rappresentano la più antica rappresentazione di figure umane riconosciuta. Si trovano più frequentemente nel gravettiano, e la maggior parte risale a un periodo compreso tra 23 000 e 29 000 anni fa. Quasi tutte le Veneri raffigurano donne nude e sono generalmente di dimensioni tali da poter essere tenute in mano. Presentano una testa rivolta verso il basso, senza volto, braccia sottili che terminano o si incrociano su seni voluminosi, natiche rotonde, un addome disteso, interpretato come gravidanza, gambe minuscole e piegate e piedi a forma di piolo o innaturalmente corte. Le proporzioni delle Veneri variano, il che potrebbe indicare limitazioni nell'utilizzo di determinati materiali rispetto ad altri, o scelte artistiche intenzionali. Le Veneri dell'Europa orientale sembrano porre maggiore enfasi su seni e addome, mentre quelle dell'Europa occidentale enfatizzano fianchi e cosce.
Le prime interpretazioni definivano le statuette come rappresentazioni realistiche di donne con obesità o steatopigia, una condizione in cui il corpo di una donna immagazzina più grasso nelle cosce e nei glutei, rendendoli particolarmente prominenti. Tre le altre ipotesi c'era chi sosteneva che per i Cro-Magnon l'ideale di femminilità implicasse l'obesità, e chi riteneva che le Veneri fossero usate dagli uomini come materiale erotico. Da ultimo si è sviluppata l'ipotesi che le Veneri rappresentassero dee madri, o che i Cro-Magnon credessero che le raffigurazioni di oggetti avessero proprietà magiche sul soggetto, e che una tale raffigurazione di una donna incinta avrebbe facilitato la fertilità.

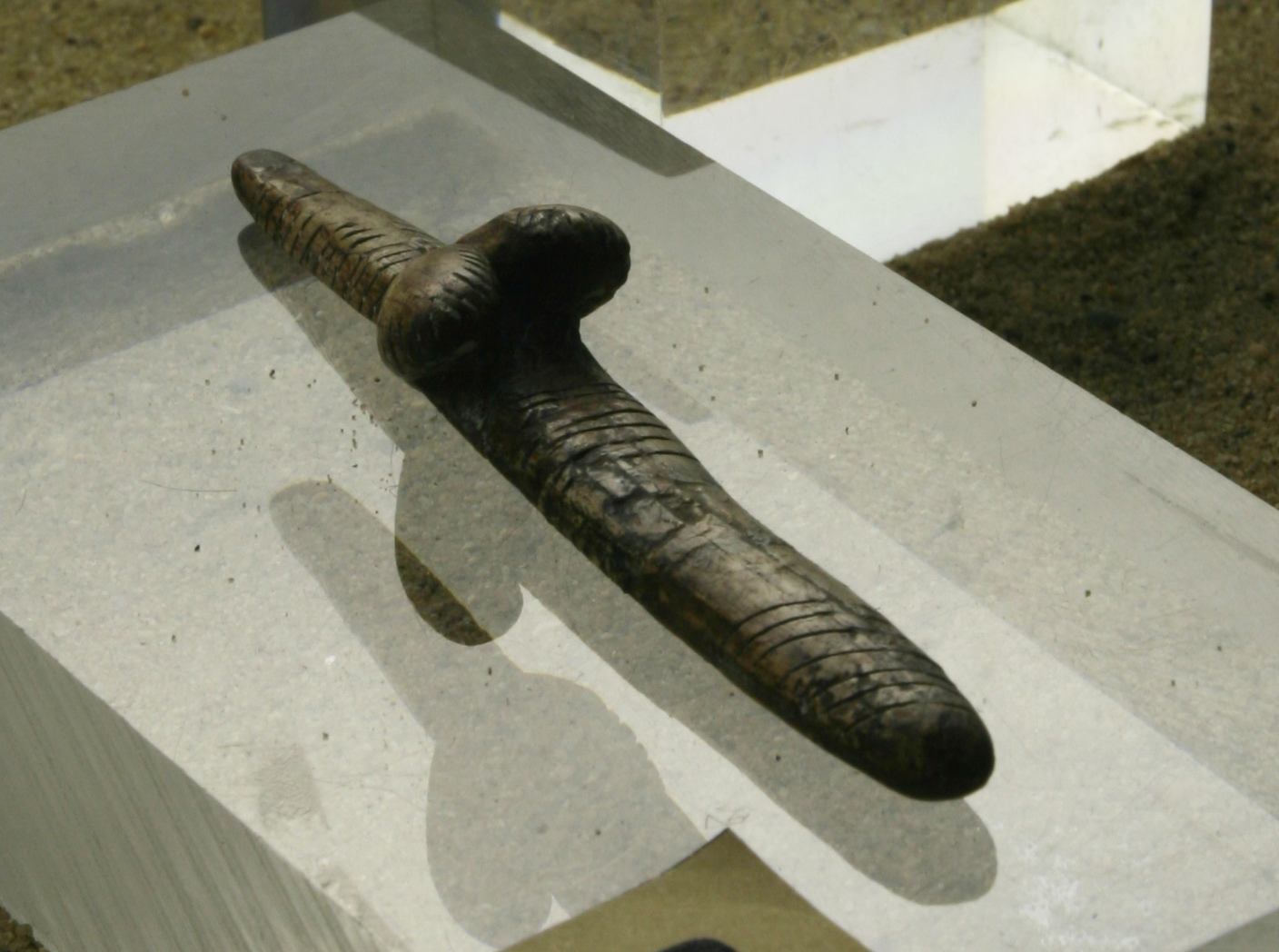
Bastone esposto al Museo nazionale di Praga

I Cro-Magnon scolpivano anche bastoni in corno, osso o pietra, più comunemente durante il solutreano e il magdaleniano, che scompaiono dalla documentazione archeologica alla fine del magdaleniano. Di circa 60 bastoni, di cui 30 presentano decorazioni e 23 sono perforati, si ipotizza che rappresentassero peni in erezione. Diversi bastoni fallici sono raffigurati come circoncisi e apparentemente recanti qualche ornamento come piercing, scarificazioni o tatuaggi. Lo scopo dei bastoni perforati è stato dibattuto, tra chi li considera oggetti spirituali o religiosi, chi ornamenti associati allo stato "sociale", chi valuta, strumenti musicali o ritmici, reggitenda, strumenti per la tessitura, raddrizzatori di lance, lanciatori di lance o giocattoli sessuali.
Le raffigurazioni di animali erano comunemente prodotte dai Cro-Magnon. Nel 2015, ben 50 statuette e frammenti di avorio aurignaziano sono stati recuperati nelle alpi sveve in Germania. Delle figure riconoscibili, la maggior parte rappresenta mammut e leoni, alcuni cavalli, bisonti, forse un rinoceronte, uccelli acquatici, pesci e piccoli mammiferi. Queste sculture sono delle dimensioni di una mano, e alcune di queste statuette furono trasformate in ciondoli indossabili. Alcune statuette presentavano anche incisioni enigmatiche, punti, segni, linee, uncini e motivi incrociati.
I Cro-Magnon realizzarono anche incisioni puramente simboliche. Esistono diverse placche di osso o corno (chiamate lucidatrici, spatole, tavolozze o coltelli) che presentano una serie di tacche equidistanti, in particolare la cosiddetta placca di Blanchard risalente a 32 000 anni fa, proveniente da l'Abri Blanchard, in Francia, presenta 24 segni in un motivo apparentemente serpentino. Lo scopritore, il paleontologo britannico Thomas Rupert Jones, ipotizzò nel 1875 che si trattasse di un antico sistema di conteggio degli animali uccisi, o di un altro sistema di notazione.

#### Ornamenti

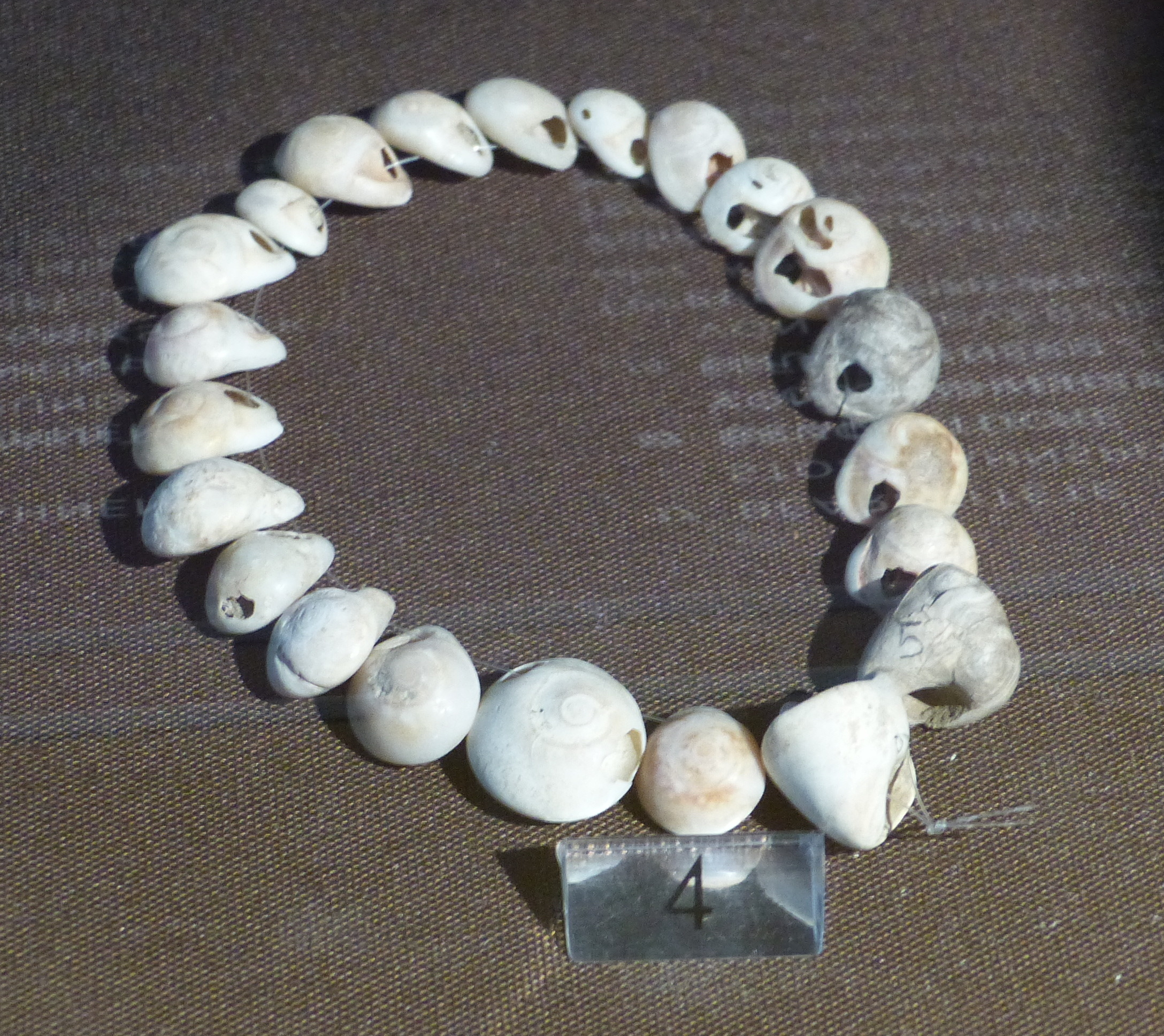
Collana paleolitica in lumache Cyclope neritea (39000 - 25000 a.C.) da Krems-Hundssteig in Austria

I Cro-Magnon producevano perline, che si ritiene fossero applicate a indumenti o altri oggetti decorativi. Le perline erano già in uso dal paleolitico medio, ma la produzione aumentò drasticamente nel paleolitico superiore. Non è chiaro perché le comunità scegliessero materie prime specifiche rispetto ad altre, e sembrano aver mantenuto le tradizioni locali di fabbricazione di perline per molto tempo. Ad esempio, le comunità del Mediterraneo utilizzò per oltre 20 000 anni specifici tipi di conchiglie marine per realizzare perline e pendenti; e le comunità dell'Europa centrale e occidentale utilizzavano spesso denti di animali, e raramente anche quelli umani, forati. Nell'aurignaziano, perline e pendenti venivano realizzati con conchiglie, denti, avorio, pietra, osso e corno; e ci sono alcuni esempi di utilizzo di materiali fossili tra cui belemnite, nummulite, ammonite e ambra. Potrebbero anche aver prodotto anelli, diademi e oggetti per il piercing in avorio e pietra. Le perle potevano essere prodotte in numerosi stili diversi, come conico, ellittico, a forma di goccia, a forma di disco, ovoidale, rettangolare, trapezoidale e altro.
Le perle potrebbero essere state utilizzate per facilitare le relazioni sociali, per mostrare lo status socio-economico di chi le indossava, poiché potevano essere in grado di comunicare i costi del lavoro, e quindi, la ricchezza di chi li indossava, semplicemente guardandole. La distribuzione degli ornamenti sugli individui gravettiani sepolti e la probabilità che la maggior parte dei sepolti fossero vestiti con quello che indossavano al momento della morte, indica che i gioielli venivano indossati principalmente sulla testa piuttosto che sul collo o sul busto.

#### Musica

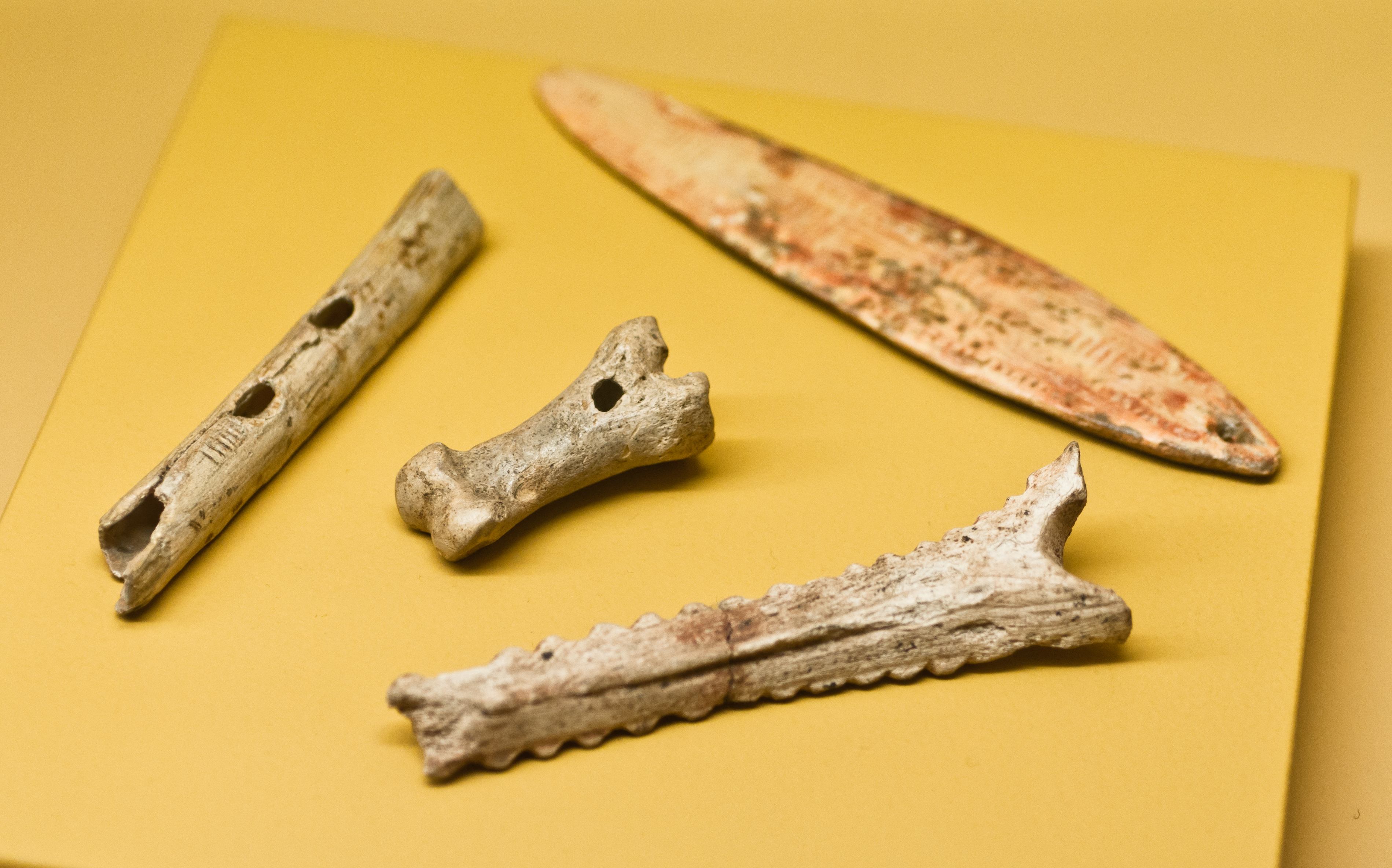
Flauto d'osso (a sinistra), fischietto (al centro), idiofono (in basso) e rombo (in alto)

È noto che i Cro-Magnon creavano flauti utilizzando ossa cave di uccelli e avorio di mammut, la cui prima apparizione nei reperti archeologici risale all'aurignaziano, circa 35 000 anni fa nelle Alpi sveve in Germania; questi flauti sembrano essere stati in grado di produrre un'ampia gamma di suoni. Un flauto praticamente completo, ricavato da un osso di avvoltoio proveniente da Hohle Fels in Germania, è il flauto più antico a oggi ritrovato. Misura 21,8 cm di lunghezza e 0,8 cm di diametro; l'osso era stato levigato e forato, a distanze precise per creare un'intonazione o una scala. La parte vicino all'articolazione del gomito presentava due incisioni a V, presumibilmente un bocchino.
La realizzazione di flauti in avorio richiedeva molto tempo, poiché necessita di maggiore abilità e precisione rispetto a un flauto realizzato in osso di uccello. Una tecnologia musicale così sofisticata potenzialmente potrebbe indicare l'esistenza di una tradizione musicale molto più antica di quanto indichino i documenti archeologici, poiché è stato documentato che i Cro-Magnon creavano strumenti da materiali che difficilmente si fossilizzavabo, come canne, zucche, pelli e cortecce.
Un probabile strumento a percussione, risalente a 12 000-14 000 anni fa, è stato identificato a Lalinde, in Francia; è lungo 16 cm ed è decorato con incisioni geometriche. Nelle case in ossa di mammut a Mezine, in Ucraina, sono state ritrovate ossa che recano tracce di pittura e percussioni ripetute;si ipotizza che siano state utilizzate come bacchette per la percussione.

## Linguaggio
Si ritiene che l'apparato vocale umano degli EEMH fosse lo stesso di quello degli esseri umani odierni, poiché la variazione odierna del gene FOXP2, associata ai prerequisiti neurologici che determinato la capacità di parlare, sembra essersi evoluta negli ultimi 100 000 anni, e l'osso ioide umano moderno, che sostiene la lingua e facilita la parola, si è evoluto 60 000 anni fa, come dimostrato dai fossili umani di Skhul V e Qafzeh. Su queste basi, si ritiene che gli esseri umani del paleolitico superiore avevessero le basi anatomiche per il linguaggio e la stessa gamma di potenziali fonemi (suoni) degli esseri umani odierni.
Sebbene le lingue di Cro-Magnon abbiano probabilmente contribuito alle lingue odierne, non si sa come suonassero le lingue antiche. Ciononostante, è stata avanzata un'ipotesi controversa che le lingue eurasiatiche siano tutte imparentate e formino le cosiddette lingue nostratiche, con un antenato comune antico esistente subito dopo la fine dell'ultimo millennio, sulla base constatazione dell'esistenza di insiemi di parole che, in lingue differenti hanno suoni e significati simili.

## Religione

### Sciamanesimo
Diverse grotte del paleolitico superiore presentano raffigurazioni di chimere, esseri in parte umani e in parte animali (tipicamente in parte bisonte, renna o cervo); queste sono state interpretate come il centro di un qualche rituale sciamanico, e rappresentanti di una rivoluzione culturale e delle origini della soggettività. Il più antico disegno rupestre di questo tipo è stato identificato nella grotta Chauvet, risalente a 30 000 anni fa, dove una figura con la parte superiore del corpo di un bisonte e la parte inferiore del corpo umano è stata disegnata su una stalattite, di fronte alla raffigurazione di una vulva con due gambe affusolate. La grotta di Lascaux, in Francia, risalente a 17 000 anni fa, ospita un ibrido tra un rinoceronte e un bisonte in carica, apparentemente morto, con un uccello in cima a un palo posto vicino alla mano destra della figura. Un uccello su un bastone è utilizzato come simbolo di potere mistico da alcune culture sciamaniche moderne, le quali credono che gli uccelli siano psicopompi che accompagnano i defunti nell'aldilà, e possano spostarsi tra il mondo dei vivi e quello dei morti. In queste culture, si crede che lo sciamano possa trasformarsi in un uccello o usare un uccello come guida spirituale.

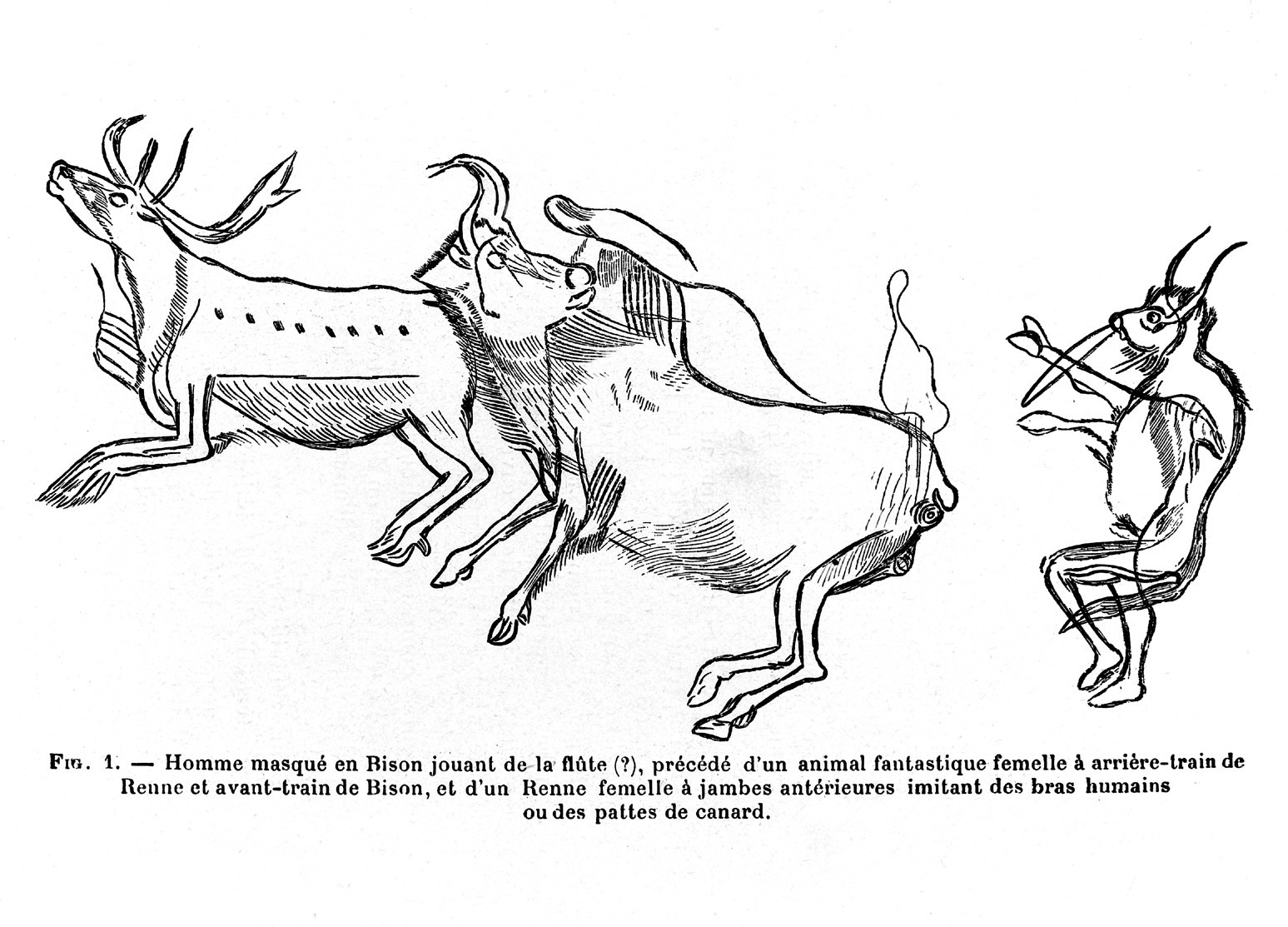
Uomo con la maschera di bisonte. Grotta di Trois-Frères, Francia

La grotta des Trois-Frères, in Francia, risalente a 14 000 anni fa, ha raffigurati tre stregoni; il cosiddetto Stregone danzante" sembra avere gambe e piedi umani,una testa di cervo con corna, una coda di volpe o di cavallo, una barba, ed è interpretato come se danzasse a quattro zampe. Un altro stregone più piccolo, con testa di bisonte, gambe e piedi umani e postura eretta, si erge sopra diverse raffigurazioni di animali e viene interpretato come se reggesse e suonasse un archetto musicale per radunare tutti gli animali. Il terzo stregone ha la parte superiore del corpo che sembra quella di un bisonte e la parte inferiore del corpo che sembra quella di un essere umano, con testicoli e pene in erezione. In alcune figure umane disegnate si vedono delle linee che si irradiano; in genere vengono interpretati come persone ferite, mentre le linee rappresentano dolore o lance, probabilmente legate a qualche processo di iniziazione degli sciamani. Uno di questi "feriti" nella Grotte de Cougnac, in Francia, è disegnato sul petto di un alce rosso. Uno stregone ferito con la testa di bisonte viene trovato nella Grotta di Gabillou, vecchia di 17 000 anni.
Il sito di Hohlenstein-Stade nelle Alpi sveve, risalente all'aurignaziano, ha restituito la famosa scultura di un leone-uomo, alta circa 30 cm, molto più grande delle altre statuette coeve. Un secondo leone-uomo è stato rinvenuto anche nella vicina Hohle Fels. Una lastra d'avorio ritrovata nella grotta di Geissenklösterle in Germania, presenta un rilievo scolpito raffigurante una figura umana con le braccia alzate e una pelle che la riveste, interpretato come un personaggio in preghiera. Un burattino di 28 000 anni fa è stato identificato a Brno, nella Repubblica Ceca, composto da una testa isolata, un pezzo di torso e un pezzo di braccio sinistro. Si presume che la testa e il torso fossero collegati da un'asta, e il torso e il braccio da una corda che permetteva al braccio di muoversi. Poiché è stata trovata in una tomba, si ipotizza che appartenesse a uno sciamano e che venisse utilizzato nei rituali che coinvolgevano i defunti. Una grande pietra di 14 000 anni fa, proveniente da Cueva del Juyo, in Spagna, sembra essere stata scolpita per rappresentare il volto congiunto di un uomo a destra e di un grosso felino a sinistra (guardandolo di fronte). La metà uomo sembra presentare baffi e barba, mentre la metà felino (un leopardo o un leone) ha occhi a mandorla, un muso, una zanna e macchie sul muso che suggeriscono dei baffi.

### Pratiche funerarie
I Cro-Magnon seppellivano i loro morti, comunemente con una serie di corredi simbolici e ocra rossa, e spesso più persone venivano sepolte nella stessa tomba.Tuttavia, la documentazione archeologica ha restituito poche tombe, meno di 5 conservate per millennio, il che potrebbe indicare che le sepolture venivano effettuate raramente. Di conseguenza, non è chiaro se rappresentino sepolture isolate o formino una tradizione funeraria molto più generalizzata. In tutta Europa, alcune tombe contenevano più individui, in questo caso il più delle volte di entrambi i sessi.

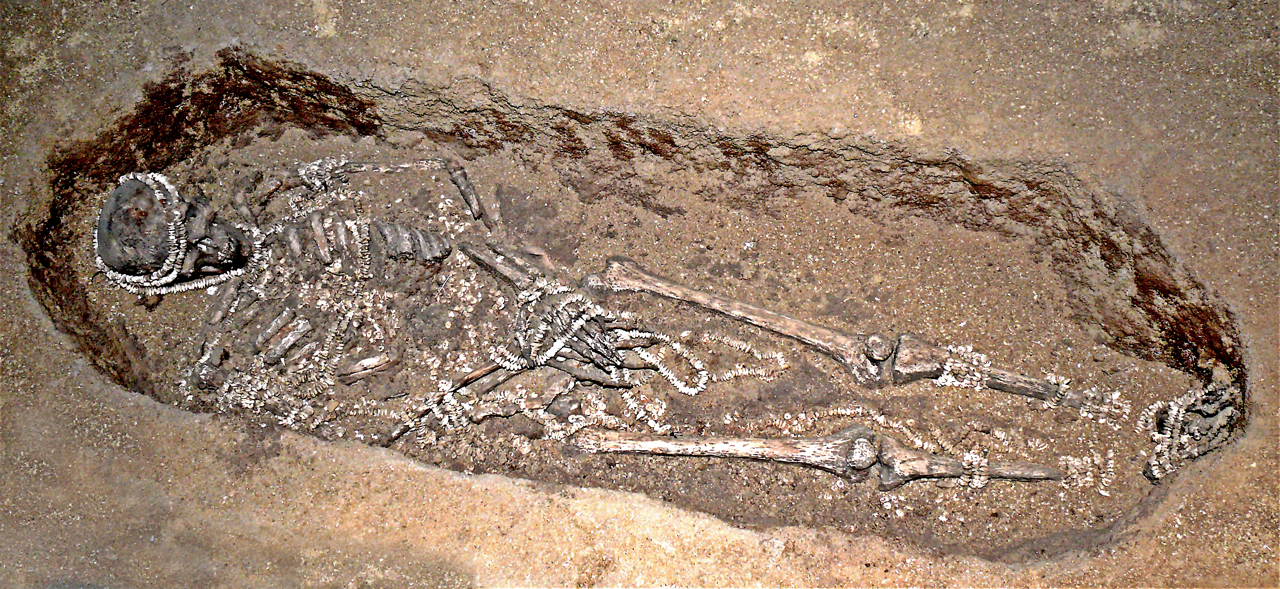
Tomba di Sunghir

La maggior parte delle sepolture è datata al gravettiano (in particolare tra 29 000 e 31 000 anni fa) e verso la fine del magdaleniano (da 11 000 a 14 000 anni fa), e nessuna è stata identificata durante l'aurignaziano. Le sepolture gravettiane sembrano differire da quelle successive all'ultimo massimo glaciale; le prime si estendevano in tutta Europa, dal Portogallo alla Siberia, mentre le seconde si trovano solo in Italia, Germania e Francia sud-occidentale. Circa la metà dei edfunit gravettiani sepolti erano neonati, mentre le sepolture infantili erano molto meno comuni dopo l'ultimo massimo glaciale, ma si discute se ciò fosse dovuto a differenze sociali o ai tassi di mortalità infantile. Le tombe sono anche spesso associate a resti animali e utensili, ma non è chiaro se ciò fosse intenzionale o fosse una coincidenza, parte del riempimento.
A causa di una cultura materiale così ricca e della marcata differenza di trattamento tra i diversi individui sepolti, è stato suggerito che questi popoli avessero una società complessa, al di là del livello di gruppo, con distinzioni di classe sociale. In questo modello, i giovani a cui venivano concessi funerali elaborati erano potenzialmente nati in una posizione di elevato status. A causa dell'enorme quantità di tempo, lavoro e risorse che tutti questi corredi funerari avrebbero richiesto, è stato ipotizzato che fossero realizzati con largo anticipo rispetto alla cerimonia. Funerali complessi, oltre alle prove di sciamanesimo e ritualismo, hanno anche portato ad ipotizzare che i Cro-Magnon credessero a un aldilà.

### Cannibalismo
La prima testimonianza di coppe craniche, e quindi di cannibalismo rituale, proviene dalla grotta di Gough, in Inghilterra, che risale al magdeliano. I resti di un adolescente e di un bambino di tre anni rinvenuto all'interno del sito, presentavano segni di masticazione umana e di tagli accurati, che hanno fatto ipotizzare riti funerari col consumo dei corpi e l’uso rituale delle coppe prodotte dai crani.
Il sito francese del riparo di Fournol, ha dato evidenza di resti ossei riferibili al gravettiano, che presentavano tagli od erano stati disarticolati, con alcuni crani che erano stati scuoiati, evidenze compatibili con il cannibalismo, o con particolari riti funebri.

## Distribuzione geografica
Di seguito i fossili e i siti archeologici più rilevanti per lo studio dei Primi esseri umani moderni europei - EEMH.
| Fossile            | Luogo                                                                           | Anno        | Note | Ref     |
| ------------------ | ------------------------------------------------------------------------------- | ----------- | --- | ------- |
| Ranis13            | Ranis, Turingia, Germania                                                       | 45000       | Ritrovato nella grotta di Ilsen a Ranis, in Turingia, Germania, nel 2016 insieme ad altri 5 individui. Fossili hanno spostano indietro la data dell'arrivo di Homo sapiens in Europa centrale. | [ 106 ] |
| Uomo di Ust'-Ishim | Omsk, Russia                                                                    | 45000       | Ritrovato sulle rive del fiume Irtyš, nella Siberia occidentale, in Russia. Importante per la datazione del primo popolamento dell'Asia e l'ibridazione con i Neanderthal.                     | [ 107 ] |
| Bacho Kiro         | Bulgaria                                                                        | 45000       | I diversi frammenti ossei ritrovati nella caverna, forniscono antiche tracce di Homo sapiens in Europa, con interazioni con i Neanderthal.                                                     | [ 108 ] |
| Donna di Zlatý kůň | Zlatý kůň, Repubblica Ceca                                                      | 45000       | Reca racce di ibridazione con Homo neanderthalensis e possibili collegamenti parentali con due individui ritrovati a Ranis.                                                                    | [ 4 ]   |
| Oase               | Peștera cu Oase, Banato, Romania                                                | 40000       | Mandibola Oase 1 e Cranio Oase 2 recano tracce di ibridazione con i Neanderthal. | [ 109 ] |
| Kostënki-14        | Kostënki–Borščëvo, Russia                                                       | 38000       | Il suo DNA rivela un antico lignaggio europeo, cruciale per comprendere la diversità genetica dei primi Homo sapiens nel continente.                                                           | [ 110 ] |
| GoyetQ116-1        | grotte di Goyet, Gesves, in provincia di Namur, Belgio                          | 35000       | Testimonia l'antica presenza di Homo sapiens in Europa occidentale e la loro diversità genetica.                                                                                               | [ 111 ] |
| Sunghir            | Russia                                                                          | 34000       | Sito russo con sepolture elaborate, che indicano complesse pratiche funerarie e organizzazione sociale dei primi Homo sapiens.                                                                 | [ 112 ] |
| Cro-Magnon 1       | Abri Cro-Magnon, Nuova Acquitania, Francia                                      | 32000-30000 | ll primo fossile identificato per definire i primi Homo sapiens anatomicamente moderni in Europa.                                                                                              | [ 113 ] |
| Uomo di Grimaldi   | Balzi rossi, Liguria, Italia                                                    | 26000-22000 | Presenta una variazione morfologica nei primi Homo sapiens europei. | [ 114 ] |
| MA-1               | Sul fiume Angara, ad occidente del lago Bajkal, nell'Oblast' di Irkutsk, Russia | 24000       | Fossile siberiano chiave che lega i primi americani ai popoli eurasiatici e rivela una mescolanza neanderthaliana.                                                                             | [ 115 ] |

Tra le varianti di Cro-Magnon si possono menzionare:
- le popolazioni di Mechta-Afalou in Nord-Africa (Berberi),
- la popolazione maglemosiana (proto-nordici della varietà dalo-falica) in Scandinavia,
- le popolazioni neolitiche delle culture del Dneper-Donets e di Sredny-Stog (forse i protoindoeuropei) nella Russia meridionale,
- i Guanci delle isole Canarie, ormai estinti, probabilmente discendenti dei Berberi,
- i nativi americani Dakota in Nordamerica,[senza fonte]
- l'uomo del Carmelo.

### Annotazioni
1. ↑  Nelle vicine grotte de Néron in Francia erano stati scoperti strumenti litici mai ritrovati prima in Europa Nuovo studio identifica tre ondate migratorie con cui i Sapiens sono arrivati in Europa, su danielemancini-archeologia.it. URL consultato il 24 maggio 2025.
2. ↑  Grotta di Bacho Kiro. Initial Upper Palaeolithic Homo sapiens from Bacho Kiro Cave, Bulgaria
3. ↑  Grotta del Cavallo in Puglia. Early dispersal of modern humans in Europe and implications for Neanderthal behaviour
4. ↑  Grotte di Kent.The earliest evidence for anatomically modern humans in northwestern Europe
5. ↑  Appartiene all'aplogruppo U2 il fossile Kostënki 14, all'U5b1 quelli di Oberkassel, e all'U8 quello di Dolni Vestonice 13 (vedi Table 1).[48]

### Riferimenti
1. ↑   Cro-Magnon, in Treccani.it – Enciclopedie on line, Roma, Istituto dell'Enciclopedia Italiana. URL consultato il 31 marzo 2016.
2. 1 2  (EN) Erik Trinkaus, European early modern humans and the fate of the Neandertals, in PNAS, 2007, DOI:10.1073/pnas.0702214104. URL consultato il 22 maggio 205.
3. ↑  (EN) Cro-Magnons ‘Like You and Me’, su tulanian.tulane.edu. URL consultato il 22 maggio 205.
4. 1 2  A genome sequence from a modern human skull over 45,000 years old from Zlatý kůň in Czechia
5. 1 2 3 4 5  The genetic history of Ice Age Europe
6. ↑  Genome sequences of 36,000- to 37,000-year-old modern humans at Buran-Kaya III in Crimea
7. ↑  Modern human incursion into Neanderthal territories 54,000 years ago at Mandrin, France.
8. 1 2 3  (EN) John F Hoffecker, The spread of modern humans in Europe, in Proc Natl Acad Sci U S A, 2009, DOI:10.1073/pnas.0903446106. URL consultato il 24 maggio 2025.
9. 1 2 3  The ecology, subsistence and diet of ~45,000-year-old Homo sapiens at Ilsenhöhle in Ranis, Germany
10. ↑  A new chronostratigraphic framework for the Upper Palaeolithic of Riparo Mochi (Italy)
11. ↑  (EN) Melinda A. Yang, A genetic history of migration, diversification, and admixture in Asia, in Human Population Genetics and Genomics, vol. 2, n. 1, 6 gennaio 2022, DOI:10.47248/hpgg2202010001. URL consultato il 24 maggio 2025.
12. ↑  Genetics and Material Culture Support Repeated Expansions into Paleolithic Eurasia from a Population Hub Out of Africa
13. 1 2  The Persian plateau served as hub for Homo sapiens after the main out of Africa dispersal
14. ↑  (EN) Kathryn E. Fitzsimmons, Ulrich Hambach, Daniel Veres e Radu Iovita, The Campanian Ignimbrite Eruption: New Data on Volcanic Ash Dispersal and Its Potential Impact on Human Evolution, in Plos One, 2013, DOI:10.1371/journal.pone.0065839. URL consultato il 25 maggio 2025.
15. ↑  (FR) Dominique Henry-Gambier, Les fossiles de Cro-Magnon (Les Eyzies-de-Tayac, Dordogne), in Bulletins et mémoires de la Société d’Anthropologie de Paris. BMSAP, vol. 14, n. 1-2, 2002, DOI:10.4000/bmsap.459. URL consultato il 26 maggio 2025.
16. 1 2  (EN) Jiří A. Svoboda, The Gravettian on the Middle Danube, in PALEO. Revue d'archéologie préhistorique, n. 19, 2007,  pp. 203–220, DOI:10.4000/paleo.607. URL consultato il 26 maggio 2025.
17. ↑   Nuno Bicho, João Cascalheira e Célia Gonçalves, Early Upper Paleolithic colonization across Europe: Time and mode of the Gravettian diffusion, in PloS One, vol. 12, n. 5, 2017,  p. e0178506, DOI:10.1371/journal.pone.0178506. URL consultato il 26 maggio 2025.
18. ↑  The Middle to Upper Paleolithic Sequence of Buran-Kaya III (Crimea, Ukraine): New Stratigraphic, Paleoenvironmental, and Chronological Results
19. 1 2  (EN) Sireen El Zaatari e Jean-Jacques Hublin, Diet of upper paleolithic modern humans: Evidence from microwear texture analysis, in American Journal of Physical Anthropology, vol. 153, n. 4, 2014,  pp. 570–581, DOI:10.1002/ajpa.22457. URL consultato il 26 maggio 2025.
20. ↑  Palaeogenomics of Upper Palaeolithic to Neolithic European hunter-gatherers
21. ↑   L’Ultimo massimo glaciale ha plasmato geni e culture degli antichi europei, su ilbolive.unipd.it, 27 marzo 2023. URL consultato il 25 giugno 2025.
22. ↑  (EN) Miikka Tallavaara, Miska Luoto, Natalia Korhonen, Heikki Järvinen e Heikki Seppä, Human population dynamics in Europe over the Last Glacial Maximum, in PNAS, vol. 112, 2015,  pp. 8232–8237, DOI:10.1073/pnas.1503784112. URL consultato il 26 giugno 2025.
23. ↑  (EN) Colin D. Wren e Ariane Burke, Habitat suitability and the genetic structure of human populations during the Last Glacial Maximum (LGM) in Western Europe, in PLOS One, 2019, DOI:10.1371/journal.pone.0217996. URL consultato il 26 giugno 2025.
24. ↑  Human ecological niches and ranges during the LGM in Europe derived from an application of eco-cultural niche modeling
25. 1 2 3  Glacial and post-glacial adaptations of hunter-gatherers: Investigating the late Upper Paleolithic and Mesolithic subsistence strategies in the southern steppe of Eastern Europe
26. ↑  The Upper-Late Palaeolithic Transition in Western Central Europe. Typology, Technology, Environment and Demography. Report on the workshop held in Rösrath, 21st – 24th June 2012
27. 1 2  Ancient human genomes suggest three ancestral populations for present-day Europeans
28. ↑  Ancient human genomes suggest three ancestral populations for present-day Europeans, 2014 ancient
29. ↑  Massive migration from the steppe was a source for Indo-European languages in Europe
30. ↑  (EN) Lieberman, D., Sphenoid shortening and the evolution of modern human cranial shape., in Nature, vol. 393, 1998,  pp. 158–162, DOI:10.1038/30227. URL consultato il 24 maggio 2025.
31. ↑  (EN) William A. Haviland, Harald E. L. Prins, Walrath e Bunny McBride, Anthropology: The Human Challenge, Cengage Learning, 2016,  pp. 204–205, ISBN 1305856775.
32. ↑  (EN) Antoine Balzeau, Dominique Grimaud-Hervé, Florent Détroit e Ralph L Holloway, First description of the Cro-Magnon 1 endocast and study of brain variation and evolution in anatomically modern Homo sapiens, in Bulletins et Mémoires de la Société d anthropologie de Paris, vol. 25, n. 1-2, 2013, DOI:10.1007/s13219-012-0069-z. URL consultato il 26 maggio 2025.
33. ↑   Vincenzo Formicola e Monica Giannecchini, Evolutionary trends of stature in Upper Paleolithic and Mesolithic Europe, in Journal of Human Evolution, vol. 36, n. 3, 1999,  pp. 319–333, DOI:10.1006/jhev.1998.0270. URL consultato il 26 maggio 2025.
34. ↑   Brigitte M. Holt e Vincenzo Formicola, Hunters of the Ice Age: The biology of Upper Paleolithic people, in American Journal of Physical Anthropology, Suppl 47, 2008,  pp. 70–99, DOI:10.1002/ajpa.20950. URL consultato il 29 maggio 2025.
35. ↑  Population genomics of Bronze Age Eurasia
36. ↑  (EN) Beleza S, Santos AM e McEvoy B, The timing of pigmentation lightening in Europeans, in Mol Biol Evol., 30(1), 2013,  pp. 24–35, DOI:10.1093/molbev/mss207. URL consultato il 26 maggio 2025.
37. ↑  Deeply divergent archaic mitochondrial genome provides lower time boundary for African gene flow into Neanderthals
38. ↑  The Expansion of mtDNA Haplogroup L3 within and out of Africa Free
39. ↑  (EN) Katerina Douka, Christopher A. Bergman, Robert E. M. Hedges, Frank P. Wesselingh e Thomas F. G. Higham, Chronology of Ksar Akil (Lebanon) and Implications for the Colonization of Europe by Anatomically Modern Humans, in Plos One, 2013, DOI:10.1371/journal.pone.0072931. URL consultato il 25 maggio 2025.
40. ↑  (EN) N. Maca-Meyer, A. M. González, J. M. Larruga, Carlos Flores e Vicente M Cabrera=, Major genomic mitochondrial lineages delineate early human expansions, in BMC genetics, vol. 2, 2001,  p. 13, DOI:10.1186/1471-2156-2-13. URL consultato il 26 maggio 2025.
41. 1 2 3 4  (EN) Vallini L, Marciani G, Aneli S, Bortolini E, Benazzi S, Pievani T e Pagani L., Genetics and Material Culture Support Repeated Expansions into Paleolithic Eurasia from a Population Hub Out of Africa., in Genome Biol Evol., vol. 14, 2022, DOI:10.1093/gbe/evac045. URL consultato il 28 maggio 2025.
42. 1 2   Montserrat Hervella, Neskuts Izagirre e Santos Alonso, Ancient DNA from Hunter-Gatherer and Farmer Groups from Northern Spain Supports a Random Dispersion Model for the Neolithic Expansion into Europe, in PLoS ONE, vol. 7, n. 4, 25 aprile 2012,  pp. e34417, DOI:10.1371/journal.pone.0034417. URL consultato il 27 agosto 2015.
43. ↑  Ancient gene flow from early modern humans into Eastern Neanderthals
44. ↑  (EN) Sriram Sankararaman, Nick Patterson, Heng Li, Svante Pääbo e David Reich, The Date of Interbreeding between Neandertals and Modern Humans, in PLoS Genet, vol. 8, n. 10, 2022, DOI:10.1371/journal.pgen.1002947. URL consultato il 27 maggio 2025.
45. ↑  An early modern human from Romania with a recent Neanderthal ancestor
46. ↑  Paleogenomics. Genomic structure in Europeans dating back at least 36,200 years
47. ↑  Ancient genomes show social and reproductive behavior of early Upper Paleolithic foragers
48. 1 2  A Revised Timescale for Human Evolution Based on Ancient Mitochondrial Genomes
49. ↑  (EN) Roberta Estes, Kostenki14 – A New Ancient Siberian DNA Sample, su DNAeXplained - Genetic Genealogy, 12 novembre 2014. URL consultato l'8 maggio 2025.
50. ↑  (EN) Ofer Bar-Yosef, The Upper Paleolithic Revolution, in Annual Review of Anthropology, vol. 31, 1º ottobre 2002,  pp. 363–393, DOI:10.1146/annurev.anthro.31.040402.085416. URL consultato l'11 giugno 2025.
51. ↑  (EN) News Staff, Study: Just Like Homo sapiens, Neanderthals Organized Their Living Space in Structured Way | Sci.News, su Sci.News: Breaking Science News, 11 aprile 2024. URL consultato il 13 giugno 2025.
52. 1 2  (EN) Lisa A. Maher e Margaret Conkey, Homes for Hunters? Exploring the Concept of Home at Hunter-Gatherer Sites in Upper Paleolithic Europe and Epipaleolithic Southwest Asia, in Current Anthropology, vol. 60, n. 1, 2 febbraio 2019,  pp. 91–137, DOI:10.1086/701523. URL consultato il 3 giugno 2025.
53. ↑   Dani Nadel, Ehud Weiss, Simchoni, lexander Tsatskin, vinoam Danin e Mordechai Kislev, Stone Age hut in Israel yields world's oldest evidence of bedding, in Proceedings of the National Academy of Sciences of the United States of America, vol. 101, n. 17, 27 aprile 2004,  pp. 6821–6826, DOI:10.1073/pnas.0308557101. URL consultato il 3 giugno 2025.
54. ↑   Marcos García-Diez e Manuel Vaquero, Looking at the Camp: Paleolithic Depiction of a Hunter-Gatherer Campsite, in PloS One, vol. 10, n. 12, 2015,  p. e0143002, DOI:10.1371/journal.pone.0143002. URL consultato il 3 giugno 2025.
55. 1 2  (EN) Adrian Lister, Mammoths: Giants of the Ice Age, University of California Press, 2007, ISBN 0520253191.
56. ↑  (EN) I. G. Pidoplichko, Upper Palaeolithic Dwellings of Mammoth Bones in the Ukraine, British Archaeological Reports, 1998, ISBN 0860549496.
57. 1 2 3 4   Lioudmila Iakovleva, The architecture of mammoth bone circular dwellings of the Upper Palaeolithic settlements in Central and Eastern Europe and their socio-symbolic meanings, in Quaternary International, vol. 359-360, 2 marzo 2015,  pp. 324–334, DOI:10.1016/j.quaint.2014.08.050. URL consultato il 4 giugno 2025.
58. 1 2  (EN) Alexander J. E. Pryor, David G. Beresford-Jones, Alexander E. Dudin, Ekaterina M. Ikonnikova, John F. Hoffecker e Clive Gamble, The chronology and function of a new circular mammoth-bone structure at Kostenki 11, in Antiquity, vol. 94, n. 374, 2020,  pp. 323–341, DOI:10.15184/aqy.2020.7. URL consultato il 4 giugno 2025.
59. ↑  (EN) Heidi Knecht, Seasonal migration in South-west France during the late glacial period, in Journal of Archaeological Science, vol. 4, n. 3, 1977,  pp. 245–257, DOI:10.1016/0305-4403(77)90092-9. URL consultato il 29 maggio 2025.
60. 1 2  (EN) Lawrence Guy Straus, Upper Paleolithic Hunting Tactics and Weapons in Western Europe, in rcheological Papers of the American Anthropological Association, vol. 4, n. 1, 1993,  pp. 83–93, DOI:10.1525/ap3a.1993.4.1.83. URL consultato il 31 maggio 2025.
61. ↑  (EN) Jones, M., Moving North: Archaeobotanical Evidence for Plant Diet in Middle and Upper Paleolithic Europe", in The Evolution of Hominin Diet, 2009,  pp. 171–180, DOI:10.1007/978-1-4020-9699-0_12, ISBN 978-1-4020-9698-3. URL consultato il 31 maggio 2025.
62. 1 2  (EN) Human presence in Malta earlier than previously thought, su mpg.de. URL consultato il 29 maggio 2025.
63. 1 2 3 4 5  (EN) Brigitte M. Holt, Mobility in Upper Paleolithic and Mesolithic Europe: Evidence from the lower limb, in American Journal of Physical Anthropology, vol. 122, n. 3, 2003,  pp. 200–215, DOI:10.1002/ajpa.10256. URL consultato il 1° giugno 2025.
64. ↑  (EN) Nițu EC, Cârciumaru M, Nicolae A, Cîrstina O, Lupu FI e Leu M., Mobility and social identity in the Mid Upper Paleolithic: New personal ornaments from Poiana Cireșului (Piatra Neamț, Romania), in PLoS One, vol. 14, 2019, DOI:10.1371/journal.pone.0214932. URL consultato il 2 giugno 2025.
65. ↑  (EN) Chalmin, E., Farges, F., Vignaud, C., Susini, J., Menu, M. e Brown, G. E., Jr., Discovery of Unusual Minerals in Paleolithic Black Pigments from Lascaux (France) and Ekain (Spain), in AIP Conference Proceedings, 2007, DOI:10.1063/1.2644480. URL consultato il 2 giugno 2025.
66. 1 2  (EN) Paul G. Bahn, Late Ice Age Hunting Technology, in Scientific American, vol. 271, n. 1, 1994,  pp. 82–87, DOI:10.1038/scientificamerican0794-82. URL consultato il 31 maggio 2025.
67. ↑  (EN) Valde-Nowak, Pawel, Nadachowski, Adam e Wolsan, Mieczyslaw, Upper Palaeolithic boomerang made of a mammoth tusk in south Poland, in Nature, vol. 329, 1987, DOI:10.1038/329436a0. URL consultato il 31 maggio 2025.
68. ↑  (EN) BBC News | SCI/TECH | Oldest lunar calendar identified, su news.bbc.co.uk. URL consultato il 25 maggio 2025.
69. ↑  Complete Mitochondrial Genomes of Ancient Canids Suggest a European Origin of Domestic Dogs
70. ↑   Josephine Buzzone, Transizioni dei danchi giapponesi. Una storia dal 1955 agli odierni processi di patrimonializzazione, in TERRITORIO, n. 103, dicembre 2023,  pp. 94–103, DOI:10.3280/tr2023-103017. URL consultato il 4 giugno 2025.
71. ↑   Luc Janssens, Liane Giemsch, Ralf Schmitz, Martin Stree, Stefan Van Dongen e Philippe Crombé, A new look at an old dog: Bonn-Oberkassel reconsidered, in Journal of Archaeological Science, vol. 92, 1º aprile 2018,  pp. 126–138, DOI:10.1016/j.jas.2018.01.004. URL consultato il 4 giugno 2025.
72. ↑  (EN) McDermott, L., Self-Representation in Upper Paleolithic Female Figurines, in Current Anthropology, vol. 3, 1996,  pp. 231–235, DOI:10.1086/204491. URL consultato il 1° giugno 2025.
73. 1 2  (EN) Angulo, J. C., García-Díez, M. e Martínez, M., Phallic Decoration in Paleolithic Art: Genital Scarification, Piercing and Tattoos, in Journal of Urology, vol. 186, 2010,  pp. 2498–2503, DOI:10.1016/j.juro.2011.07.077. URL consultato il 1° giugno 2025.
74. 1 2 3 4  (EN) Riel-Salvatore, J. e Gravel-Miguel, C., Upper Paleolithic mortuary practices in Eurasia: A critical look at the burial record, Oxford University Press. ISBN 978-0-19-956906-9, 2013.
75. ↑  (EN) Jean Clottes, What Is Paleolithic Art?: Cave Paintings and the Dawn of Human Creativity, University of Chicago Press, 2016, ISBN 022626663X.
76. ↑  A 36,000-Year-Old Volcanic Eruption Depicted in the Chauvet-Pont d’Arc Cave
77. ↑  (EN) Fred Kleiner, Gardner's Art through the Ages: The Western Perspective, Volume I, Cengage Learning, 2020, ISBN 0357370384.
78. ↑  (EN) Dean R. Snow, Sexual dimorphism in Upper Palaeolithic hand stencils, in Antiquity, vol. 80, n. 308, giugno 2006,  pp. 390–404, DOI:10.1017/S0003598X00093704. URL consultato il 5 giugno 2025.
79. ↑  (EN) Sibylle Wolf, Nicholas J. Conard, Harald Floss, Rimtautas Dapschauskas, Elizabeth Velliky, e Andrew W. Kandel, The Use of Ochre and Painting During the Upper Paleolithic of the Swabian Jura in the Context of the Development of Ochre Use in Africa and Europe, in Open Archaeology, vol. 4, n. 1, 1º maggio 2018,  pp. 185–205, DOI:10.1515/opar-2018-0012. URL consultato il 5 giugno 2025.
80. ↑  (EN) Aaron Deter-Wolf, The Material Culture and Middle Stone Age Origins of Ancient Tattooing, in Tattoos and Body Modifications in Antiquity, 2013,  pp. 15–26. URL consultato il 5 giugno 2025.
81. 1 2  (EN) Self-Representation in Upper Paleolithic Female Figurines Examined Through Contemporary Applied Studio Practice, su semanticscholar.org. URL consultato il 6 giugno 2026.
82. 1 2  (EN) (PDF) The “Venus” Figurines: Textiles, Basketry, Gender, and Status in the Upper Paleolithic, su researchgate.net. URL consultato il 6 giugno 2025 (archiviato dall'url originale il 5 febbraio 2022).
83. ↑  (EN) Women In Human Evolution, Lori Hager, 2005, ISBN 9781134840106.
84. 1 2  (EN) Harald Floss, The Oldest Portable Art: the Aurignacian Ivory Figurines from the Swabian Jura (Southwest Germany), in Palethnologie. Archéologie et sciences humaines, n. 7, 12 dicembre 2015, DOI:10.4000/palethnologie.888. URL consultato il 6 giugno 2025.
85. ↑   Alexander Marshack, Cognitive Aspects of Upper Paleolithic Engraving, in Current Anthropology, vol. 13, n. 3/4, giugno 1972,  pp. 445–477, DOI:10.1086/201311. URL consultato il 6 giugno 2025.
86. 1 2   Marian Vanhaeren e Francesco d'Errico, Aurignacian ethno-linguistic geography of Europe revealed by personal ornaments, in Journal of Archaeological Science, vol. 33, n. 8, 1º agosto 2006,  pp. 1105–1128, DOI:10.1016/j.jas.2005.11.017. URL consultato il 7 giugno 2025.
87. 1 2  (EN) Steven L. Kuhn e Mary C. Stiner, Paleolithic Ornaments: Implications for Cognition, Demography and Identity, in Diogenes, vol. 54, n. 2, maggio 2007,  pp. 40–48, DOI:10.1177/0392192107076870. URL consultato il 7 giugno 2025.
88. 1 2  (EN) Anton Killin, The origins of music: Evidence, theory, and prospects, in Music & Science, vol. 1, 1º gennaio 2018, DOI:10.1177/2059204317751971. URL consultato l'11 giugno 2025.
89. 1 2  (EN) De Angeli, S, Both, A, Hagel, S., Holmes, P., Pasalados, R.J. e Pasalados, R., Music and Sounds in Ancient Europe, European Music Archaeology Project, 2018, ISBN 8890455535.
90. 1 2   Philip Lieberman, The Evolution of Human Speech: Its Anatomical and Neural Bases, in Current Anthropology, vol. 48, n. 1, febbraio 2007,  pp. 39–66, DOI:10.1086/509092. URL consultato il 7 giugno 2025.
91. ↑  (EN) B. Arensburg autore2=A. M. Tillier, A Middle Palaeolithic human hyoid bone, in Nature, vol. 338, n. 6218, aprile 1989,  pp. 758–760, DOI:10.1038/338758a0. URL consultato il 7 giugno 2025.
92. ↑   Mark Pagel, Quentin D. Atkinson, Andreea S Calude e Andrew Meade, Ultraconserved words point to deep language ancestry across Eurasia, in Proceedings of the National Academy of Sciences of the United States of America, vol. 110, n. 21, 21 maggio 2013,  pp. 8471–8476, DOI:10.1073/pnas.1218726110. URL consultato il 7 giugno 2025.
93. ↑   Paul Heggarty, Ultraconserved words and Eurasiatic? The “faces in the fire” of language prehistory, in Proceedings of the National Academy of Sciences, vol. 110, n. 35, 27 agosto 2013,  pp. E3254-E3254, DOI:10.1073/pnas.1309114110. URL consultato il 7 giugno 2025.
94. ↑  (EN) Kathryn Yusoff, Geologic subjects: nonhuman origins, geomorphic aesthetics and the art of becoming inhuman, in cultural geographies, vol. 22, n. 3, 1º luglio 2015,  pp. 383–407, DOI:10.1177/1474474014545301. URL consultato il 7 giugno 2025.
95. ↑  (EN) R. Dale Guthrie, The Nature Of Paleolithic Art, Univ of Chicago Pr, 2006, ISBN 0226311260.
96. 1 2 3 4  (EN) Alby Stone, Explore Shamanism, Heart of Albion, 2003, ISBN 9781872883687.
97. 1 2 3  (EN) E. V. Walter, Placeways: A Theory of the Human Environment, The University of North Carolina Press, 1988, ISBN 0807842001.
98. ↑  (EN) David Lewis-Williams, The Mind in the Cave: Consciousness and the Origins of Art, Thames & Hudson, 2004, ISBN 0718080602.
99. ↑  (EN) Timothy Taylor, The Brno Effect: From Culture to Mind, in Journal of World Prehistory, vol. 24, n. 2, 1º settembre 2011,  pp. 213–225, DOI:10.1007/s10963-011-9052-8. URL consultato l'8 giugno 2025.
100. 1 2 3 4   Vincenzo Formicola, From the Sunghir Children to the Romito Dwarf: Aspects of the Upper Paleolithic Funerary Landscape, in Current Anthropology, vol. 48, n. 3, giugno 2007,  pp. 446–453, DOI:10.1086/517592. URL consultato l'8 giugno 2025.
101. ↑  (EN) Erik Trinkaus e Alexandra P. Buzhilova, Diversity and differential disposal of the dead at Sunghir, in Antiquity, vol. 92, n. 361, febbraio 2018,  pp. 7–21, DOI:10.15184/aqy.2017.223. URL consultato l'8 giugno 2025.
102. ↑  (EN) Simona Petru, Identity and Fear – Burials in the Upper Palaeolithic, in Documenta Praehistorica, vol. 45, 29 dicembre 2018,  pp. 6–13, DOI:10.4312/dp.45.1. URL consultato l'8 giugno 2025.
103. ↑  (EN) Silvia M. Bello, Rosalind Wallduck, Simon A. Parfitt e Chris B. Stringer, An Upper Palaeolithic engraved human bone associated with ritualistic cannibalism, in PLOS ONE, vol. 12, n. 8, 9 agosto 2017,  pp. e0182127, DOI:10.1371/journal.pone.0182127. URL consultato l'8 giugno 2025.
104. ↑   ClassiCult, Inghilterra, Magdaleniano: cannibalismo e rituali dalla grotta di Gough, su Classicult, 17 aprile 2015. URL consultato l'8 giugno 2025.
105. ↑  (EN) Sébastien Villotte, Laurent Crépin, Mathieu Rué e Emmy Bocaege, Evidence for previously unknown mortuary practices in the Southwest of France (Fournol, Lot) during the Gravettian, in Journal of Archaeological Science: Reports, vol. 27, 2019, DOI:10.1016/j.jasrep.2019.101959. URL consultato il 20 giugno 2025.
106. ↑   Homo sapiens sfidò il freddo glaciale dell'Europa nord-occidentale oltre 45 000 anni fa, su lescienze.it. URL consultato il 30 maggio 2025.
107. ↑  (EN) Earliest modern human sequenced, su mpg.de. URL consultato il 1° giugno 2025.
108. ↑  (EN) Jean-Jacques Hublin, The modern human colonization of western Eurasia: when and where?, in Quaternary Science Reviews, vol. 118, 2015,  pp. 194–210, DOI:10.1016/j.quascirev.2014.08.011. URL consultato il 25 maggio 2025.
109. ↑  (EN) Oase 2, su humanorigins.si.edu. URL consultato il 21 aprile 2024.
110. ↑  (EN) Ancient and Modern Europeans Have Surprising Genetic Connection, su NBC News, 7 novembre 2014. URL consultato il 5 maggio 2025.
111. ↑  (EN) GoyetQ116-1, su amtdb.org. URL consultato il 21 maggio 2025.
112. ↑  (DE) Sabina Marineo, A Sunghir le tombe più fastose dei cacciatori dell'Era glaciale, su Storia ...... Controstoria, 1º agosto 2015. URL consultato il 2 giugno 2025.
113. ↑  (EN) Cro-Magnon 1, su humanorigins.si.edu. URL consultato il 22 aprile 2024.
114. ↑   Riparo Bombrini (giacimento in cavità naturale frequentazione antropica), su catalogo.beniculturali.it. URL consultato il 6 agosto 2023.
115. ↑  (EN) Ancient DNA from Siberian boy links Europe and America, su bbc.com. URL consultato il 22 maggio 2025.

### Libri
- (EN) David Reich, Who We Are and How We Got Here: Ancient DNA and the new science of the human past, OUP Oxford, 2019, ISBN 0198821263.
- (EN) Chris Scarre, The Human Past: World Prehistory & the Development of Human Societies, Thames & Hudson, 2024, ISBN 0500296308.
- (EN) Telmo Pievani e Giuseppe Remuzzi, Dove comincia l'uomo. Ibridi e migranti: una breve storia dell'avventura umana, Solferino, 2025, ISBN 8828216433.

### Riviste
- (EN) William E. Banks, Francesco d'Errico, A. Townsend Peterson, Marian Vanhaeren, Masa Kageyama, Pierre Sepulchre, Gilles Ramstein, Anne Jost e Daniel Lunt, Human ecological niches and ranges during the LGM in Europe derived from an application of eco-cultural niche modeling, in Journal of Archaeological Science, vol. 35, n. 2, 2008,  pp. 481–491, DOI:10.1016/j.jas.2007.05.011. URL consultato il 26 maggio 2025.
- (EN) Higham, Tom, The earliest evidence for anatomically modern humans in northwestern Europe, in Nature, n. 479, 2011,  pp. 521–524. URL consultato il 25 maggio 2025.
- (EN) Katerina Douka, Stefano Grimaldi, Giovanni Boschian, Angiolo del Lucchese e Thomas F.G. Higham, A new chronostratigraphic framework for the Upper Palaeolithic of Riparo Mochi (Italy, in Journal of Human Evolution, vol. 62, n. 2, 2011,  pp. 286–299, DOI:10.1016/j.jhevol.2011.11.009. URL consultato il 25 maggio 2025.
- (EN) Stefano Benazzi, Katerina Douka, Cinzia Fornai, Catherine C. Bauer, Ottmar Kullmer, Jiří Svoboda, Ildikó Pap, Francesco Mallegni, Priscilla Bayle, Michael Coquerelle, Silvana Condemi, Annamaria Ronchitelli, Katerina Harvati e Gerhard W. Weber, Early dispersal of modern humans in Europe and implications for Neanderthal behaviour, in Nature, n. 479, 2011. URL consultato il 25 maggio 2025.
- (EN) Pedro Soares, Farida Alshamali, Joana B. Pereira, Verónica Fernandes, Nuno M. Silva, Carla Afonso, Marta D. Costa, Eliska Musilová, Vincent Macaulay, Martin B. Richards, Viktor Černý e Luísa Pereira, The Expansion of mtDNA Haplogroup L3 within and out of Africa Free, in Molecular Biology and Evolution, 29 (3), 2012,  pp. 915–927, DOI:10.1093/molbev/msr245. URL consultato il 25 maggio 2025.
- (EN) Jörg Holzkämper, Inga Kretschmer, Andreas Maier, Michael Baales, Axel von Berg, Johanna A.A. Bos, Marcel Bradtmöller, Kevan Edinborough, Stefan Flohr, Liane Giemsch, Sonja B. Grimm, Johanna Hilpert, Arie J. Kalis, Tim Kerig, Michelle C. Langley, Denise Leesch, Jutta Meurers-Balke, Ludovic Mevel, Jörg Orschiedt, Marcel Otte, Andreas Pastoors, Paul Pettitt, Eelco Rensink, Jürgen Richter, Felix Riede, Isabell Schmidt, Ralf W. Schmitz, Stephen Shennan, Martin Street, Yvonne Tafelmaier, Mara-Julia Weber, Karl Peter Wendt, Gerd-Christian Weniger e Andreas Zimmermann, The Upper-Late Palaeolithic Transition in Western Central Europe. Typology, Technology, Environment and Demography. Report on the workshop held in Rösrath, 21st – 24th June 2012 (PDF), 2012. URL consultato il 26 maggio 2025.
- (EN) O. Thalmann, B. Shapiro, P. Cui, V. J. Schuenemann, S. K. Sawyer, D. L. Greenfield, M. B. Germonpré, M. V. Sablin, F. López-Giráldez, X. Domingo-Roura, H. Napierala, H-P. Uerpmann, D. M. Loponte, A. A. Acosta, L. Giemsch, R. W. Schmitz, B. Worthington, J. E. Buikstra, A. Druzhkova, A. S. Graphodatsky, N. D. Ovodov, N. Wahlberg, A. H. Freedman, R. M. Schweizer, K.-P. Koepfli, J. A. Leonard, M. Meyer, J. Krause, S. Pääbo, R. E. Green e R. K. Wayne, Complete Mitochondrial Genomes of Ancient Canids Suggest a European Origin of Domestic Dogs, in Science, 2013, DOI:10.1126/science.1243650. URL consultato il 4 giugno 2025.
- (EN) Fu, Qiaomei, Mittnik, Alissa, Johnson, Philip L.F., Bos, Kirsten, Lari, Martina, Bollongino, Ruth, Sun, Chengkai, Giemsch, Liane, Schmitz, Ralf, Burger, Joachim, Ronchitelli, Anna Maria, Martini, Fabio, Cremonesi, Renata G. e Svoboda, Jiří, A Revised Timescale for Human Evolution Based on Ancient Mitochondrial Genomes, in Current Biology, vol. 23, n. 7, 2013,  pp. 553–559, DOI:10.1016/j.cub.2013.02.044. URL consultato il 27 agosto 2015.
- (EN) Iosif Lazaridis, Nick Patterson, Alissa Mittnik, Gabriel Renaud, Swapan Mallick, Karola Kirsanow, Peter H Sudmant, Joshua G Schraiber, Sergi Castellano, Mark Lipson, Bonnie Berger, Christos Economou, Ruth Bollongino, Qiaomei Fu, Kirsten I Bos, Susanne Nordenfelt, Heng Li, Cesare de Filippo, Kay Prüfer, Susanna Sawyer, Cosimo Posth, Wolfgang Haak, Fredrik Hallgren, Elin Fornander, Nadin Rohland, Dominique Delsate, Michael Francken, Jean-Michel Guinet, Joachim Wahl, George Ayodo, Hamza A Babiker, Graciela Bailliet, Elena Balanovska, Oleg Balanovsky, Ramiro Barrantes, Gabriel Bedoya, Haim Ben-Ami, Judit Bene, Fouad Berrada, Claudio M Bravi, Francesca Brisighelli, George B J Busby, Francesco Cali, Mikhail Churnosov, David E C Cole, Daniel Corach, Larissa Damba, George van Driem, Stanislav Dryomov, Jean-Michel Dugoujon, Sardana A Fedorova, Irene Gallego Romero, Marina Gubina, Michael Hammer, Brenna M Henn, Tor Hervig, Ugur Hodoglugil, Aashish R Jha, Sena Karachanak-Yankova, Rita Khusainova, Elza Khusnutdinova, Rick Kittles, Toomas Kivisild, William Klitz, Vaidutis Kučinskas, Alena Kushniarevich, Leila Laredj, Sergey Litvinov, Theologos Loukidis, Robert W Mahley, Béla Melegh, Ene Metspalu, Julio Molina, Joanna Mountain, Klemetti Näkkäläjärvi, Desislava Nesheva, Thomas Nyambo, Ludmila Osipova, Jüri Parik, Fedor Platonov, Olga Posukh, Valentino Romano, Francisco Rothhammer, Igor Rudan, Ruslan Ruizbakiev, Hovhannes Sahakyan, Antti Sajantila, Antonio Salas, Elena B Starikovskaya, Ayele Tarekegn, Draga Toncheva, Shahlo Turdikulova, Ingrida Uktveryte, Olga Utevska, René Vasquez, Mercedes Villena, Mikhail Voevoda, Cheryl Winkler, Levon Yepiskoposyan, Pierre Zalloua, Tatijana Zemunik, Alan Cooper, Cristian Capelli, Mark G Thomas, Andres Ruiz-Linares, Sarah A Tishkoff, Lalji Singh, Kumarasamy Thangaraj, Richard Villems, David Comas, Rem Sukernik, Mait Metspalu, Matthias Meyer, Evan E Eichler, Joachim Burger, Montgomery Slatkin, Svante Pääbo, Janet Kelso, David Reich e Johannes Krause, Ancient human genomes suggest three ancestral populations for present-day Europeans, in Nature, 513(7518), 2014,  pp. 409–13, DOI:10.1038/nature13673. URL consultato il 25 maggio 2025.
- (EN) Lipson M, Szécsényi-Nagy A, Mallick S, Pósa A, Stégmár B, Keerl V, Rohland N, Stewardson K, Ferry M, Michel M, Oppenheimer J, Broomandkhoshbacht N, Harney E, Nordenfelt S, Llamas B, Gusztáv Mende B, Köhler K, Oross K, Bondár M, Marton T, Osztás A, Jakucs J, Paluch T, Horváth F, Csengeri P, Koós J, Sebők K, Anders A, Raczky P, Regenye J, Barna JP, Fábián S, Serlegi G, Toldi Z, Gyöngyvér Nagy E, Dani J, Molnár E, Pálfi G, Márk L, Melegh B, Bánfai Z, Domboróczki L, Fernández-Eraso J, Antonio Mujika-Alustiza J, Alonso Fernández C, Jiménez Echevarría J, Bollongino R, Orschiedt J, Schierhold K, Meller H, Cooper A, Burger J, Bánffy E, Alt KW, Lalueza-Fox C, Haak W e Reich D., Ancient human genomes suggest three ancestral populations for present-day Europeans, in Nature, 513(7518), 2014, DOI:10.1038/nature13673. URL consultato il 25 maggio 2025.
- (EN) Seguin-Orlando, Andaine, Korneliussen, Thorfinn S, Sikora, Martin, Malaspinas, Anna-Sapfo, Manica, Andrea, Moltke, Ida, Albrechtsen, Anders, Ko, Amy, Margaryan, Ashot, Moiseyev, Vyacheslav, Goebel, Ted, Westaway, Michael, Lambert, David, Khartanovich, Valeri, Wall, Jeffrey D, Nigst, Philip R, Foley, Robert A, Lahr, Marta Mirazon, Nielsen, Rasmus, Orlando, Ludovic e Willerslev, Eske, Paleogenomics. Genomic structure in Europeans dating back at least 36,200 years., in Science, vol. 358, 2014, DOI:10.1126/science.aaa0114. URL consultato il 27 maggio 2025.
- (EN) Fu Q, Hajdinjak M, Moldovan OT, Constantin S, Mallick S, Skoglund P, Patterson N, Rohland N, Lazaridis I, Nickel B, Viola B, Prüfer K, Meyer M, Kelso J, Reich D e Pääbo S., An early modern human from Romania with a recent Neanderthal ancestor, in Nature, vol. 524, n. 7564, 2015,  pp. 216–219, DOI:10.1038/nature14558. URL consultato il 27 maggio 2025.
- (EN) Moiseyev,Vayacheslav, Nicklisch,Nicole, Pichler,SandraL., Risch,Roberto, RojoGuerra,ManuelA., Roth,Christina, SzécsényiNagy,Anna, Wahl,Joachim, Meyer,Matthias, Krause,Johannes, Brown,Dorcas, Anthony,David, Cooper,Alan, Alt,KurtWerner e Reich,David, Massive migration from the steppe was a source for Indo-European languages in Europe, in Nature, 2015, DOI:10.1038/nature14317. URL consultato il 26 maggio 2025.
- (EN) Allentoft, Morten E., Sikora, Martin, Sjögren, Karl G., Rasmussen, Simon, Rasmussen, Morten, Stenderup, Jesper, Damgaard, Peter B., Schroeder, Hannes, Ahlström, Torbiörn, Vinner, Lasse, Malaspinas, Anna S., Margaryan, Ashot, Higham, Tom, Chivall, David, Lynnerup, Niels, Harvig, Lise, Baron, Justyna, Della Casa, Philippe, Dąbrowski, Paweł, Duffy, Paul R., Ebel, Alexander V., Epimakhov, Andrey, Frei, Karin, Furmanek, Mirosław, Gralak, Tomasz, Gromov, Andrey, Gronkiewicz, Stanisław, Grupe, Gisela, Hajdu, Tamas, Jarysz, Radosław, Khartanovich, Valeri, Khokhlov, Aleksandr, Kiss, Viktoria, Kolář, Jan, Kriiska, Aivar, Lasak, Irena, Longhi, Cristina, McGlynn, George, Merkevicius, Algimantas, Merkyte, Inga, Matspalu, Mait, Mkrtchyan, Ruzan, Moiseyev, Vyacheslav, Paja, Laszlo, Pálfi, György, Pokutta, Dalia, Pospieszny, Łukasz, Price, T. Douglas, Saag, Lehti, Sablin, Mikhail, Shishlina, Natalia, Smrčka, Vaclav, Soenov, Vasilii I., Szeverényi, Vajk, Tóth, Gusztav, Trifanova, Synaru V., Varul, Liivi, Vicze, Magdolna, Yepiskoposyan, Levon, Zhitenev, Vladislav, Orlando, Ludovic, Sicheritz-Pontén, Thomas, Brunak, Soren, Nielsen, Rasmus, Kristiansen, Kristian e Willerslev, Eske, Population genomics of Bronze Age Eurasia, in Nature, vol. 522, 2015,  pp. 167–172. URL consultato il 26 maggio 2025.
- (EN) Qiaomei Fu, Cosimo Posth, Mateja Hajdinjak, Petr M, Mallick S, Fernandes D, Furtwängler A, Haak W, Meyer M, Mittnik A, Nickel B, Peltzer A, Rohland N, Slon V, Talamo S, Lazaridis I, Lipson M, Mathieson I, Schiffels S, Skoglund P, Derevianko AP, Drozdov N, Slavinsky V, Tsybankov A, Cremonesi RG, Mallegni F, Gély B, Vacca E, Morales MR, Straus LG, Neugebauer-Maresch C, Teschler-Nicola M, Constantin S, Moldovan OT, Benazzi S, Peresani M, Coppola D, Lari M, Ricci S, Ronchitelli A, Valentin F, Thevenet C, Wehrberger K, Grigorescu D, Rougier H, Crevecoeur I, Flas D, Semal P, Mannino MA, Cupillard C, Bocherens H, Conard NJ, Harvati K, Moiseyev V, Drucker DG, Svoboda J, Richards MP, Caramelli D, Pinhasi R, Kelso J, Patterson N, Krause J, Pääbo S e Reich D., The genetic history of Ice Age Europe, in Nature, vol. 534, n. 7606, 2016,  pp. 200–205, DOI:10.1038/nature17993. URL consultato il 21 maggio 2025.
- (EN) Stéphane Péan, Simon Puaud, Laurent Crépin, Sandrine Prat, Anita Quiles, Johannes van der Plicht, Hélène Valladas, Anthony J Stuart, Dorothée G Drucker, Marylène Patou-Mathis, François Lanoë e Aleksandr Yanevich, The Middle to Upper Paleolithic Sequence of Buran-Kaya III (Crimea, Ukraine): New Stratigraphic, Paleoenvironmental, and Chronological Results, in Cambridge University Press, vol. 55, n. 3, 2016,  pp. 1454–1469, DOI:10.1017/S0033822200048384. URL consultato il 26 maggio 2025.
- (EN) Nomade S, Genty D, Sasco R, Scao V, Féruglio V, Baffier D, Guillou H, Bourdier C, Valladas H, Reigner E, Debard E, Pastre JF e Geneste JM. A, A 36,000-Year-Old Volcanic Eruption Depicted in the Chauvet-Pont d'Arc Cave (Ardèche, France)?, in PLoS One, vol. 8, 2016, DOI:10.1371/journal.pone.0146621. URL consultato il 5 giugno 2025.
- (EN) Keiko Kitagawa, Marie-Anne Julien, Oleksandra Krotova, Alexander A. Bessudnov, Mikail V. Sablin, Dmytro Kiosak, Natalia Leonova, Boris Plohenko e Marylène Patou-Mathis, Glacial and post-glacial adaptations of hunter-gatherers: Investigating the late Upper Paleolithic and Mesolithic subsistence strategies in the southern steppe of Eastern Europe, in Quaternary International, 465(B), 2018,  pp. 192–209, DOI:10.1016/j.quaint.2017.01.005. URL consultato il 26 maggio 2025.
- Kuhlwilm M, Gronau I, Hubisz MJ, de Filippo C, Prado-Martinez J, Kircher M, Fu Q, Burbano HA, Lalueza-Fox C, de la Rasilla M, Rosas A, Rudan P, Brajkovic D, Kucan Ž, Gušic I, Marques-Bonet T, Andrés AM, Viola B, Pääbo S, Meyer M, Siepel A e Castellano S., Ancient gene flow from early modern humans into Eastern Neanderthals, in Nature, vol. 530, n. 7591, 2016,  pp. 429–433, DOI:10.1038/nature16544. URL consultato il 27 maggio 2025.
- (EN) Cosimo Posth, Christoph Wißing, Keiko Kitagawa, Luca Pagani, Laura van Holstein, Fernando Racimo, Kurt Wehrberger, Nicholas J Conard, Claus Joachim Kind, Hervé Bocherens e Johannes Krause, Deeply divergent archaic mitochondrial genome provides lower time boundary for African gene flow into Neanderthals, in Nat Commun., vol. 8, 2017, DOI:10.1038/ncomms16046. URL consultato il 25 maggio 2025.
- (EN) Martin Sikora, Andaine Seguin-Orlando, Vitor C. Sousa, Anders Albrechtsen, Thorfinn Korneliussen, Amy Ko, Simon Rasmussen, Isabelle Dupanloup, Philip R. Nigst, Marjolein D. Bosch, Gabriel Renaud, Morten E. Allentoft, Ashot Margaryan, Sergey V. Vasilyev, Elizaveta V. Veselovskaya, Svetlana B. Borutskaya, Thibaut Deviese, Dan Comeskey, Tom Higham, Andrea Manica, Robert Foley, David J. Meltzer, Rasmus Nielsen, Laurent Excoffier, Marta Mirazon Lahr, Ludovic Orlando e Eske Willerslev, Ancient genomes show social and reproductive behavior of early Upper Paleolithic foragers, in Science, vol. 346, 2017, DOI:10.1126/science.aao1807. URL consultato il 27 maggio 2025.
- (EN) Hublin, Jean-Jacques, Sirakov, Nikolay, Aldeias, Vera, Bailey, Shara, Bard, Edouard, Delvigne, Vincent, Endarova, Elena, Fagault, Yoann, Fewlass, Helen, Hajdinjak, Mateja, Kromer, Bernd, Krumov, Ivaylo, Marreiros, João, Martisius, Naomi L., Paskulin, Lindsey, Sinet-Mathiot, Virginie, Meyer, Matthias, Pääbo, Svante, Popov, Vasil, Rezek, Zeljko, Sirakova, Svoboda, Skinner, Matthew M., Smith, Geoff M., Spasov, Rosen, Talamo, Sahra, Tuna, Thibaut, Wacker, Lukas, Welker, Frido, Wilcke, Arndt, Zahariev, Nikolay, McPherron, Shannon P. e Tsanova, Tsenka, Initial Upper Palaeolithic Homo sapiens from Bacho Kiro Cave, Bulgaria (PDF), in Nature, vol. 581, 2020, DOI:10.1038/s41586-020-2259-z. URL consultato il 24 maggio 2025.
- (EN) Prüfer K, Posth C, Yu H, Stoessel A, Spyrou MA, Deviese T, Mattonai M, Ribechini E, Higham T, Velemínský P, Brůžek J e Krause J., A genome sequence from a modern human skull over 45,000 years old from Zlatý kůň in Czechia, in Nat Ecol Evol., vol. 5, 2021,  pp. 820–825, DOI:10.1038/s41559-021-01443-x. URL consultato l'11 maggio 2025.
- (EN) Slimak L, Zanolli C, Higham T, Frouin M, Schwenninger JL, Arnold LJ, Demuro M, Douka K, Mercier N, Guérin G, Valladas H, Yvorra P, Giraud Y, Seguin-Orlando A, Orlando L, Lewis JE, Muth X, Camus H, Vandevelde S, Buckley M, Mallol C, Stringer C e Metz L., Modern human incursion into Neanderthal territories 54,000 years ago at Mandrin, France., in Sci Adv., 8(6), 2022, DOI:10.1126/sciadv.abj9496. URL consultato il 24 maggio 2025.
- (EN) Slimak L, Zanolli C, Higham T, Frouin M, Schwenninger JL, Arnold LJ, Demuro M, Douka K, Mercier N, Guérin G, Valladas H, Yvorra P, Giraud Y, Seguin-Orlando A, Orlando L, Lewis JE, Muth X, Camus H, Vandevelde S, Buckley M, Mallol C, Stringer C e Metz L., Modern human incursion into Neanderthal territories 54,000 years ago at Mandrin, France., in Sci Adv., 8(6), 2022, DOI:10.1126/sciadv.abj9496. URL consultato il 24 maggio 2025.
- (EN) Vallini L, Marciani G, Aneli S, Bortolini E, Benazzi S, Pievani T e Pagani L, Genetics and Material Culture Support Repeated Expansions into Paleolithic Eurasia from a Population Hub Out of Africa, in Genome Biol Evol., 14(4), 2022, DOI:10.1093/gbe/evac045. URL consultato il 24 maggio 2025.
- (EN) Bennett, E. Andrew, Genome sequences of 36,000- to 37,000-year-old modern humans at Buran-Kaya III in Crimea (PDF), in Nature Ecology & Evolution, vol. 7, 2023, DOI:10.1038/s41559-023-02211-9. URL consultato il 24 maggio 2025.
- (EN) Smith GM, Ruebens K, Zavala EI, Sinet-Mathiot V, Fewlass H, Pederzani S, Jaouen K, Mylopotamitaki D, Britton K, Rougier H, Stahlschmidt M, Meyer M, Meller H, Dietl H, Orschiedt J, Krause J, Schüler T, McPherron SP, Weiss M, Hublin JJ e Welker F., The ecology, subsistence and diet of ~45,000-year-old Homo sapiens at Ilsenhöhle in Ranis, Germany, in Nat Ecol Evol., 8(3), 2024,  pp. 564–577, DOI:10.1038/s41559-023-02303-6. URL consultato il 24 maggio 2025.
- (EN) Posth C, Yu H, Ghalichi A, Rougier H, Crevecoeur I, Huang Y, Ringbauer H, Rohrlach AB, Nägele K, Villalba-Mouco V, Radzeviciute R, Ferraz T, Stoessel A, Tukhbatova R, Drucker DG, Lari M, Modi A, Vai S, Saupe T, Scheib CL, Catalano G, Pagani L, Talamo S, Fewlass H, Klaric L, Morala A, Rué M, Madelaine S, Crépin L, Caverne JB, Bocaege E, Ricci S, Boschin F, Bayle P, Maureille B, Le Brun-Ricalens F, Bordes JG, Oxilia G, Bortolini E, Bignon-Lau O, Debout G, Orliac M, Zazzo A, Sparacello V, Starnini E, Sineo L, van der Plicht J, Pecqueur L, Merceron G, Garcia G, Leuvrey JM, Garcia CB, Gómez-Olivencia A, Połtowicz-Bobak M, Bobak D, Le Luyer M, Storm P, Hoffmann C, Kabaciński J, Filimonova T, Shnaider S, Berezina N, González-Rabanal B, González Morales MR, Marín-Arroyo AB, López B, Alonso-Llamazares C, Ronchitelli A, Polet C, Jadin I, Cauwe N, Soler J, Coromina N, Rufí I, Cottiaux R, Clark G, Straus LG, Julien MA, Renhart S, Talaa D, Benazzi S, Romandini M, Amkreutz L, Bocherens H, Wißing C, Villotte S, de Pablo JF, Gómez-Puche M, Esquembre-Bebia MA, Bodu P, Smits L, Souffi B, Jankauskas R, Kozakaitė J, Cupillard C, Benthien H, Wehrberger K, Schmitz RW, Feine SC, Schüler T, Thevenet C, Grigorescu D, Lüth F, Kotula A, Piezonka H, Schopper F, Svoboda J, Sázelová S, Chizhevsky A, Khokhlov A, Conard NJ, Valentin F, Harvati K, Semal P, Jungklaus B, Suvorov A, Schulting R, Moiseyev V, Mannermaa K, Buzhilova A, Terberger T, Caramelli D, Altena E, Haak W e Krause J., Palaeogenomics of Upper Palaeolithic to Neolithic European hunter-gatherers, in Nature, vol. 615, 2023,  pp. 117–126, DOI:10.1038/s41586-023-05726-0. URL consultato il 22 giugno 2025.
- (EN) Leonardo Vallini, Carlo Zampieri, Mohamed Javad Shoaee, Eugenio Bortolini, Giulia Marciani, Serena Aneli, Telmo Pievani, Stefano Benazzi, Alberto Barausse, Massimo Mezzavilla, Michael D. Petraglia e Luca Pagani, The Persian plateau served as hub for Homo sapiens after the main out of Africa dispersal, in Nature Communications, vol. 15, n. 1, 25 marzo 2024,  p. 1882, DOI:10.1038/s41467-024-46161-7, ISSN 2041-1723 (WC · ACNP), PMID 38528002.